# Liste des chefs de l'exécutif par État et territoires à statut spécial en 2021
La liste des chefs de l'exécutif par État en 2021 s'appuie sur la liste des pays du monde et sur la liste des dirigeants des États, telles qu'elles étaient connues du 1er janvier au 31 décembre 2021.
La liste principale compte, en 2021, 197 pays internationalement reconnus par l'Organisation des Nations unies (ses 193 membres ainsi que le Vatican, les Îles Cook, Niue et l'État de Palestine). Des listes additionnelles concernent :
- les États partiellement reconnus par la communauté internationale,
- les entités proches du statut d’État,
- les territoires indépendants de fait,
- les territoires autonomes ou à administration spéciale
- les gouvernements alternatifs ou en exil.

Les chefs de l'exécutif des États exerçant une pleine souveraineté sont principalement les chefs d'État et les chefs de gouvernement :
- Un chef d'État est une personne physique, parfois une personne morale, qui représente symboliquement la continuité et la légitimité de l'État. Diverses fonctions lui sont traditionnellement rattachées : représentation extérieure, promulgation des lois, nomination aux hautes fonctions publiques. Selon le pays, il peut être le plus éminent détenteur du pouvoir exécutif effectif, ou au contraire personnifier le pouvoir suprême exercé en son nom par d'autres personnalités politiques.

- Un chef de gouvernement est une personne physique qui possède le premier ou second rôle de l'exécutif (selon le type de régime politique) et se trouve à la tête du gouvernement c'est-à-dire de l'ensemble des ministres ou secrétaires d'État chargés de responsabilités exécutives.

Dans le cas de territoires autonomes et autres collectivités non souveraines, c'est-à-dire dépendant d'un État souverain, les titres de chef de l'exécutif local sont divers : préfet, bailli, gouverneur, président, etc.
- Haut – A
- B
- C
- D
- E
- F
- G
- H
- I
- J
- K
- L
- M
- N
- O
- P
- Q
- R
- S
- T
- U
- V
- W
- X
- Y
- Z

| Sommaire : | §1 - Entités partiellement reconnues comme État §2 - Entités proches du statut d’État §3 - Départements et régions françaises d'outre-mer, collectivités françaises d'outre-mer et territoires français à statut spécial d'outre-mer §4 - Territoires britanniques d'outre-mer et dépendances de la Couronne britannique §5 - Territoires spéciaux des États-Unis §6 - Territoires extérieurs, intérieurs et associés de l'Australie §7 - Territoires spéciaux des Pays-Bas §8 - Dépendances et territoires spéciaux de Norvège §9 - Dépendances et territoires spéciaux de Nouvelle-Zélande §10 - Autres territoires autonomes §11 - Autres territoires indépendants de facto §12 - Gouvernements en exil et/ou alternatifs Notes et références - Articles connexes - Liens externes |

## A
| Pays                                  | Fonction                                     | Nom                                                                                                   | Depuis le                                                                             |
| ------------------------------------- | -------------------------------------------- | --- | ------------------------------------------------------------------------------------- |
| Afghanistan (voir aussi : §12)        | Chefs d'État (en concurrence)                | Amrullah Saleh (intérim), président de la république islamique d'Afghanistan                          | 17 août 2021 - 6 septembre 2021 (corevendicateur du 17 août 2021 au 6 septembre 2021) |
| Afghanistan (voir aussi : §12)        | Chefs d'État (en concurrence)                | Haibatullah Akhundzada commandeur des croyants de l'émirat islamique d'Afghanistan                    | 15 août 2021 (corevendicateur du 17 août 2021 au 6 septembre 2021)                    |
| Afghanistan (voir aussi : §12)        | Chefs d'État (en concurrence)                | poste vacant président de la république islamique d'Afghanistan                                       | 15 août 2021                                                                          |
| Afghanistan (voir aussi : §12)        | Chefs d'État (en concurrence)                | Ashraf Ghani, président de la république islamique d'Afghanistan                                      | 29 septembre 2014                                                                     |
| Afghanistan (voir aussi : §12)        | Chefs d'État adjoints                        | poste vacant premier vice-président de la république islamique d'Afghanistan                          | 15 août 2021                                                                          |
| Afghanistan (voir aussi : §12)        | Chefs d'État adjoints                        | Amrullah Saleh premier vice-président de la république islamique d'Afghanistan                        | 9 mars 2020                                                                           |
| Afghanistan (voir aussi : §12)        | Chefs d'État adjoints                        | poste vacant second vice-président de la république islamique d'Afghanistan                           | 15 août 2021                                                                          |
| Afghanistan (voir aussi : §12)        | Chefs d'État adjoints                        | Sarwar Danish second vice-président de la république islamique d'Afghanistan                          | 29 septembre 2014                                                                     |
| Afghanistan (voir aussi : §12)        | Chefs d'État adjoints                        | Abdul Ghani Baradar premier vice-commandeur des croyants de l'émirat islamique d'Afghanistan          | 15 août 2021                                                                          |
| Afghanistan (voir aussi : §12)        | Chefs d'État adjoints                        | Mohammad Yaqoub second vice-commandeur des croyants de l'émirat islamique d'Afghanistan               | 15 août 2021                                                                          |
| Afghanistan (voir aussi : §12)        | Premier ministre                             | Mohammad Hassan Akhund (par intérim) premier ministre par intérim de l'émirat islamique d'Afghanistan | 7 septembre 2021                                                                      |
| Afrique du Sud (voir aussi : §10)     | Président de la République                   | Cyril Ramaphosa                                                                                       | 14 février 2018                                                                       |
| Afrique du Sud (voir aussi : §10)     | Vice-président la République                 | David Mabuza                                                                                          | 26 février 2018                                                                       |
| Albanie                               | Président de la République                   | Ilir Meta                                                                                             | 24 juillet 2017                                                                       |
| Albanie                               | Premier ministre                             | Edi Rama                                                                                              | 15 septembre 2013                                                                     |
| Algérie                               | Président de la République                   | Abdelmadjid Tebboune                                                                                  | 19 décembre 2019                                                                      |
| Algérie                               | Premiers ministres (successifs)              | Aïmene Benabderrahmane                                                                                | 30 juin 2021                                                                          |
| Algérie                               | Premiers ministres (successifs)              | Abdelaziz Djerad                                                                                      | 28 décembre 2019                                                                      |
| Allemagne                             | Président fédéral                            | Frank-Walter Steinmeier                                                                               | 19 mars 2017                                                                          |
| Allemagne                             | Chanceliers fédéraux (successifs)            | Olaf Scholz                                                                                           | 8 décembre 2021                                                                       |
| Allemagne                             | Chanceliers fédéraux (successifs)            | Angela Merkel                                                                                         | 22 novembre 2005                                                                      |
| Andorre                               | Coprince français                            | Emmanuel Macron                                                                                       | 14 mai 2017                                                                           |
| Andorre                               | Coprince épiscopal                           | Joan-Enric Vives i Sicília                                                                            | 12 mai 2003                                                                           |
| Andorre                               | Représentant personnel du coprince français  | Patrick Strzoda                                                                                       | 15 mai 2017                                                                           |
| Andorre                               | Représentant personnel du coprince épiscopal | Josep Maria Mauri                                                                                     | 20 juillet 2012                                                                       |
| Andorre                               | Syndic général                               | Roser Suñé Pascuet                                                                                    | 2 mai 2019                                                                            |
| Andorre                               | Chef du gouvernement                         | Xavier Espot Zamora                                                                                   | 16 mai 2019                                                                           |
| Angola                                | Président de la République                   | João Lourenço                                                                                         | 26 septembre 2017                                                                     |
| Angola                                | Vice-président de la République              | Bornito de Sousa                                                                                      | 26 septembre 2017                                                                     |
| Antigua-et-Barbuda (voir aussi : §10) | Reine                                        | Élisabeth II                                                                                          | 1er novembre 1981                                                                     |
| Antigua-et-Barbuda (voir aussi : §10) | Gouverneur général                           | Sir Rodney Williams                                                                                   | 14 août 2014                                                                          |
| Antigua-et-Barbuda (voir aussi : §10) | Premier ministre                             | Gaston Browne                                                                                         | 13 juin 2014                                                                          |
| Arabie saoudite                       | Roi                                          | Salmane ben Abdelaziz Al Saoud                                                                        | 23 janvier 2015                                                                       |
| Arabie saoudite                       | Prince héritier et vice-premier ministre     | Mohammed ben Salmane                                                                                  | 21 juin 2017                                                                          |
| Argentine                             | Président de la Nation                       | Alberto Fernández                                                                                     | 10 décembre 2019                                                                      |
| Argentine                             | Chefs du cabinet (successifs)                | Juan Luis Manzur                                                                                      | 20 septembre 2021                                                                     |
| Argentine                             | Chefs du cabinet (successifs)                | Santiago Cafiero                                                                                      | 10 décembre 2019                                                                      |
| Arménie                               | Président de la République                   | Armen Sarkissian                                                                                      | 9 avril 2018                                                                          |
| Arménie                               | Premier ministre                             | Nikol Pachinian                                                                                       | 8 mai 2018                                                                            |
| Australie (voir aussi : §6)           | Reine                                        | Élisabeth II                                                                                          | 6 février 1952                                                                        |
| Australie (voir aussi : §6)           | Gouverneur général                           | David Hurley                                                                                          | 1er juillet 2019                                                                      |
| Australie (voir aussi : §6)           | Premier ministre                             | Scott Morrison                                                                                        | 24 août 2018                                                                          |
| Autriche                              | Président fédéral                            | Alexander Van der Bellen                                                                              | 26 janvier 2017                                                                       |
| Autriche                              | Chanceliers fédéraux (successifs)            | Karl Nehammer                                                                                         | 6 décembre 2021                                                                       |
| Autriche                              | Chanceliers fédéraux (successifs)            | Alexander Schallenberg                                                                                | 11 octobre 2021                                                                       |
| Autriche                              | Chanceliers fédéraux (successifs)            | Sebastian Kurz                                                                                        | 7 janvier 2020                                                                        |
| Azerbaïdjan (voir aussi : §10 et §11) | Président de la République                   | Ilham Aliyev                                                                                          | 15 octobre 2003                                                                       |
| Azerbaïdjan (voir aussi : §10 et §11) | Premier ministre                             | Ali Asadov                                                                                            | 8 octobre 2019                                                                        |

## B
| Pays                           | Fonction                                        | Nom                            | Depuis le                                           |
| ------------------------------ | ----------------------------------------------- | ------------------------------ | --------------------------------------------------- |
| Bahamas                        | Reine                                           | Élisabeth II                   | 10 juillet 1973                                     |
| Bahamas                        | Gouverneur général                              | Cornelius A. Smith             | 28 juin 2019                                        |
| Bahamas                        | Premiers ministres (successifs)                 | Philip Davis                   | 17 septembre 2021                                   |
| Bahamas                        | Premiers ministres (successifs)                 | Hubert Minnis                  | 11 mai 2017                                         |
| Bahreïn                        | Roi                                             | Hamed ben Issa Al Khalifa      | 6 mars 1999                                         |
| Bahreïn                        | Premier ministre                                | Salman ben Hamad Al Khalifa    | 11 novembre 2020                                    |
| Bangladesh                     | Président de la République                      | Abdul Hamid                    | 20 mars 2013                                        |
| Bangladesh                     | Premier ministre                                | Sheikh Hasina                  | 6 janvier 2009                                      |
| Barbade                        | Chefs d'État (successifs)                       | Dame Sandra Mason (présidente) | 30 novembre 2021                                    |
| Barbade                        | Chefs d'État (successifs)                       | Élisabeth II (reine)           | 30 novembre 1966                                    |
| Barbade                        | Gouverneur général                              | fonction supprimée             | 30 novembre 2021                                    |
| Barbade                        | Gouverneur général                              | Dame Sandra Mason              | 8 janvier 2018                                      |
| Barbade                        | Premier ministre                                | Mia Mottley                    | 25 mai 2018                                         |
| Belgique                       | Roi                                             | Philippe                       | 21 juillet 2013                                     |
| Belgique                       | Premier ministre                                | Alexander De Croo              | 1er octobre 2020                                    |
| Belize                         | Reine                                           | Élisabeth II                   | 21 septembre 1981                                   |
| Belize                         | Gouverneurs généraux (successifs)               | Froyla Tzalam                  | 27 mai 2021                                         |
| Belize                         | Gouverneurs généraux (successifs)               | Stuart Leslie (intérim)        | 30 avril 2021                                       |
| Belize                         | Gouverneurs généraux (successifs)               | Sir Colville Young             | 17 novembre 1993                                    |
| Belize                         | Premier ministre                                | Johnny Briceño                 | 12 novembre 2020                                    |
| Bénin                          | Président de la République                      | Patrice Talon                  | 6 avril 2016                                        |
| Bénin                          | Vice-présidente de la République                | Mariam Chabi Talata            | 24 mai 2021                                         |
| Bhoutan                        | Roi                                             | Jigme Khesar Wangchuck         | 14 décembre 2006                                    |
| Bhoutan                        | Premier ministre                                | Lotay Tshering                 | 7 novembre 2018                                     |
| Biélorussie (voir aussi : §12) | Président                                       | Alexandre Loukachenko          | 20 juillet 1994                                     |
| Biélorussie (voir aussi : §12) | Premier ministre                                | Roman Golovtchenko             | 4 juin 2020                                         |
| Birmanie (voir aussi : §12)    | Président du Conseil administratif d'État       | Min Aung Hlaing ,              | 2 février 2021 (corevendicateur du 12 avril 2021)   |
| Birmanie (voir aussi : §12)    | Chef d'État                                     | fonction remplacée             | 2 février 2021                                      |
| Birmanie (voir aussi : §12)    | Chef d'État                                     | Min Aung Hlaing                | 1er février 2021                                    |
| Birmanie (voir aussi : §12)    | Présidents de la République (successifs)        | Myint Swe (intérim) ,          | 1er février 2021 (corevendicateur du 12 avril 2021) |
| Birmanie (voir aussi : §12)    | Présidents de la République (successifs)        | Win Myint                      | 30 mars 2018                                        |
| Birmanie (voir aussi : §12)    | Premier ministre                                | Min Aung Hlaing ,              | 1er août 2021 (corevendicateur du 12 avril 2021)    |
| Birmanie (voir aussi : §12)    | Conseillère spéciale de l'État                  | fonction supprimée             | 1er février 2021                                    |
| Birmanie (voir aussi : §12)    | Conseillère spéciale de l'État                  | Aung San Suu Kyi               | 6 avril 2016                                        |
| Bolivie                        | Président de l'État plurinational               | Luis Arce                      | 8 novembre 2020                                     |
| Bolivie                        | Vice-président de la République                 | David Choquehuanca             | 8 novembre 2020                                     |
| Bosnie-Herzégovine             | Président du collège présidentiel (successifs)  | Željko Komšić                  | 20 novembre 2020                                    |
| Bosnie-Herzégovine             | Président du collège présidentiel (successifs)  | Milorad Dodik                  | 20 novembre 2020                                    |
| Bosnie-Herzégovine             | Président du Conseil                            | Zoran Tegeltija                | 5 décembre 2019                                     |
| Bosnie-Herzégovine             | Hauts Représentants internationaux (successifs) | Christian Schmidt (Allemagne)  | 1er août 2021                                       |
| Bosnie-Herzégovine             | Hauts Représentants internationaux (successifs) | Valentin Inzko (Autriche)      | 26 mars 2009                                        |
| Botswana                       | Président de la République                      | Mokgweetsi Masisi              | 1er avril 2018                                      |
| Botswana                       | Vice-Président de la République                 | Slumber Tsogwane               | 4 avril 2018                                        |
| Brésil                         | Président de la République fédérative           | Jair Bolsonaro                 | 1er janvier 2018                                    |
| Brésil                         | Vice-présidents de la République fédérative     | Hamilton Mourão                | 1er janvier 2019                                    |
| Brunei                         | Sultan                                          | Hassanal Bolkiah               | 5 octobre 1967                                      |
| Brunei                         | Premier ministre                                | Hassanal Bolkiah               | 1er janvier 1984                                    |
| Brunei                         | Prince héritier                                 | Al-Muhtadee Billah             | 10 août 1998                                        |
| Bulgarie                       | Président de la République                      | Roumen Radev                   | 22 janvier 2017                                     |
| Bulgarie                       | Premiers ministres (successifs)                 | Kiril Petkov                   | 13 décembre 2021                                    |
| Bulgarie                       | Premiers ministres (successifs)                 | Stefan Yanev (intérim)         | 12 mai 2021                                         |
| Bulgarie                       | Premiers ministres (successifs)                 | Boïko Borissov                 | 4 mai 2017                                          |
| Burkina Faso                   | Président de la République                      | Roch Marc Christian Kaboré     | 29 décembre 2015                                    |
| Burkina Faso                   | Premiers ministres (successifs)                 | Lassina Zerbo                  | 10 décembre 2021                                    |
| Burkina Faso                   | Premiers ministres (successifs)                 | Christophe Joseph Marie Dabiré | 24 janvier 2019                                     |
| Burundi                        | Président de la République                      | Évariste Ndayishimiye          | 18 juin 2020                                        |
| Burundi                        | Premier ministre                                | Alain-Guillaume Bunyoni        | 24 juin 2020                                        |

## C
| Pays                                | Fonction                                                         | Nom                                                 | Depuis le        |
| ----------------------------------- | ---------------------------------------------------------------- | --------------------------------------------------- | ---------------- |
| Cambodge                            | Roi                                                              | Norodom Sihamoni                                    | 29 octobre 2004  |
| Cambodge                            | Premier ministre                                                 | Hun Sen                                             | 14 janvier 1985  |
| Cameroun                            | Président de la République                                       | Paul Biya                                           | 6 novembre 1982  |
| Cameroun                            | Premier ministre                                                 | Joseph Dion Ngute                                   | 4 janvier 2019   |
| Canada                              | Reine                                                            | Élisabeth II                                        | 6 février 1952   |
| Canada                              | Gouverneurs généraux (successifs)                                | Mary Simon                                          | 26 juillet 2021  |
| Canada                              | Gouverneurs généraux (successifs)                                | Richard Wagner (Administrateur du Canada - intérim) | 21 janvier 2021  |
| Canada                              | Gouverneurs généraux (successifs)                                | Julie Payette                                       | 2 octobre 2017   |
| Canada                              | Premier ministre                                                 | Justin Trudeau                                      | 4 novembre 2015  |
| Cap-Vert                            | Présidents de la République (successifs)                         | José Maria Neves                                    | 9 novembre 2021  |
| Cap-Vert                            | Présidents de la République (successifs)                         | Jorge Carlos Fonseca                                | 21 août 2011     |
| Cap-Vert                            | Premier ministre                                                 | Ulisses Correia e Silva                             | 22 avril 2016    |
| République centrafricaine           | Président de la République                                       | Faustin-Archange Touadéra                           | 30 mars 2016     |
| République centrafricaine           | Premiers ministres (successifs)                                  | Henri Marie Dondra                                  | 15 juin 2021     |
| République centrafricaine           | Premiers ministres (successifs)                                  | Firmin Ngrebada                                     | 27 février 2019  |
| Chili                               | Président de la République                                       | Sebastián Piñera                                    | 11 mars 2018     |
| Chine (voir aussi : §1, §10 et §12) | Secrétaire général du Parti communiste chinois                   | Xi Jinping                                          | 15 novembre 2012 |
| Chine (voir aussi : §1, §10 et §12) | Président de la République                                       | Xi Jinping                                          | 14 mars 2013     |
| Chine (voir aussi : §1, §10 et §12) | Premier ministre                                                 | Li Keqiang                                          | 15 mars 2013     |
| Chypre (voir aussi : §1)            | Président de la République                                       | Níkos Anastasiádis                                  | 28 février 2013  |
| Chypre (voir aussi : §1)            | Vice-président                                                   | (vacant)                                            | 14 août 1974     |
| Colombie                            | Président de la République                                       | Iván Duque                                          | 1er août 2018    |
| Colombie                            | Vice-président de la République                                  | Marta Lucía Ramírez                                 | 1er août 2018    |
| Comores                             | Président de l'Union                                             | Azali Assoumani                                     | 26 mai 2016      |
| République du Congo                 | Liste des présidents de la république du Congo                   | Denis Sassou-Nguesso                                | 25 octobre 1997  |
| République du Congo                 | Premiers ministres (successifs)                                  | Anatole Collinet Makosso                            | 18 mai 2021      |
| République du Congo                 | Premiers ministres (successifs)                                  | Clément Mouamba                                     | 23 avril 2016    |
| République démocratique du Congo    | Président de la République                                       | Félix Tshisekedi                                    | 24 janvier 2019  |
| République démocratique du Congo    | Premiers ministres (successifs)                                  | Sama Lukonde                                        | 27 avril 2021    |
| République démocratique du Congo    | Premiers ministres (successifs)                                  | Sylvestre Ilunga                                    | 7 septembre 2019 |
| Corée du Nord                       | Chef suprême de la république populaire et démocratique de Corée | Kim Jong-un                                         | 29 décembre 2011 |
| Corée du Nord                       | Secrétaire général du Parti du travail de Corée                  | Kim Jong-un                                         | 11 janvier 2021  |
| Corée du Nord                       | Président du Parti du travail de Corée                           | fonction remplacée                                  | 11 janvier 2021  |
| Corée du Nord                       | Président du Parti du travail de Corée                           | Kim Jong-un                                         | 9 mai 2016       |
| Corée du Nord                       | Président de la Commission des affaires de l'État                | Kim Jong-un                                         | 29 juin 2016     |
| Corée du Nord                       | Président du Comité permanent de l'Assemblée populaire suprême   | Choe Ryong-hae                                      | 11 avril 2019    |
| Corée du Nord                       | Président du Présidium de l’Assemblée populaire suprême          | fonction remplacée                                  | 2021             |
| Corée du Nord                       | Président du Présidium de l’Assemblée populaire suprême          | Choe Ryong-hae                                      | 11 avril 2019    |
| Corée du Nord                       | Premier ministre                                                 | Kim Tok-hun                                         | 13 août 2020     |
| Corée du Sud                        | Président de la République                                       | Moon Jae-in                                         | 10 mai 2017      |
| Corée du Sud                        | Premiers ministres (successifs)                                  | Kim Boo-kyum                                        | 14 mai 2021      |
| Corée du Sud                        | Premiers ministres (successifs)                                  | Hong Nam-ki (intérim)                               | 16 avril 2021    |
| Corée du Sud                        | Premiers ministres (successifs)                                  | Chung Sye-kyun                                      | 14 janvier 2020  |
| Costa Rica                          | Président de la République                                       | Carlos Alvarado                                     | 8 mai 2018       |
| Costa Rica                          | Premier Vice-président de la République                          | Epsy Campbell Barr                                  | 8 mai 2018       |
| Costa Rica                          | Second Vice-président de la République                           | Marvin Rodríguez Cordero                            | 8 mai 2018       |
| Côte d'Ivoire                       | Président de la République                                       | Alassane Ouattara                                   | 4 décembre 2010  |
| Côte d'Ivoire                       | Premiers ministres (successifs)                                  | Patrick Achi                                        | 10 mars 2021     |
| Côte d'Ivoire                       | Premiers ministres (successifs)                                  | Hamed Bakayoko                                      | 8 juillet 2020   |
| Croatie                             | Président de la République                                       | Zoran Milanović                                     | 18 février 2020  |
| Croatie                             | Premier ministre                                                 | Andrej Plenković                                    | 19 octobre 2016  |
| Cuba                                | Secrétaires généraux du Parti communiste de Cuba (successifs)    | Miguel Díaz-Canel                                   | 19 avril 2021    |
| Cuba                                | Secrétaires généraux du Parti communiste de Cuba (successifs)    | Raúl Castro                                         | 19 avril 2011    |
| Cuba                                | Président de la République                                       | Miguel Díaz-Canel                                   | 10 octobre 2019  |
| Cuba                                | Premier ministre                                                 | Manuel Marrero Cruz                                 | 21 décembre 2019 |

## D
| Pays                        | Fonction                         | Nom                       | Depuis le        |
| --------------------------- | -------------------------------- | ------------------------- | ---------------- |
| Danemark (voir aussi : §10) | Reine                            | Margrethe II              | 14 janvier 1972  |
| Danemark (voir aussi : §10) | Ministre d’État                  | Mette Frederiksen         | 27 juin 2019     |
| Djibouti                    | Président de la République       | Ismaïl Omar Guelleh       | 8 mai 1999       |
| Djibouti                    | Premier ministre                 | Abdoulkader Kamil Mohamed | 1er avril 2013   |
| République dominicaine      | Président de la République       | Luis Abinader             | 16 août 2020     |
| République dominicaine      | Vice-présidente de la République | Raquel Peña               | 16 août 2020     |
| Dominique                   | Président de la République       | Charles Savarin           | 2 septembre 2013 |
| Dominique                   | Premier ministre                 | Roosevelt Skerrit         | 8 janvier 2004   |

## E
| Pays                         | Fonction                                      | Nom                            | Depuis le        |
| ---------------------------- | --------------------------------------------- | ------------------------------ | ---------------- |
| Égypte                       | Président de la République                    | Abdel Fattah al-Sissi          | 8 juin 2014      |
| Égypte                       | Premier ministre                              | Moustafa Madbouli              | 7 juin 2018      |
| Émirats arabes unis          | Président                                     | Khalifa ben Zayed Al Nahyane   | 3 novembre 2004  |
| Émirats arabes unis          | Premier ministre                              | Mohammed ben Rachid Al Maktoum | 5 janvier 2006   |
| Équateur (voir aussi : §10)  | Présidents de la République (successifs)      | Guillermo Lasso                | 24 mai 2021      |
| Équateur (voir aussi : §10)  | Présidents de la République (successifs)      | Lenín Moreno                   | 24 mai 2017      |
| Équateur (voir aussi : §10)  | Vice-présidents de la République (successifs) | Alfredo Borrero                | 24 mai 2021      |
| Équateur (voir aussi : §10)  | Vice-présidents de la République (successifs) | María Alejandra Muñoz          | 7 juillet 2020   |
| Érythrée                     | Président de l’État                           | Isaias Afwerki                 | 24 mai 1993      |
| Espagne (voir aussi : §10)   | Roi                                           | Felipe VI                      | 19 juin 2014     |
| Espagne (voir aussi : §10)   | Président du gouvernement                     | Pedro Sánchez                  | 2 juin 2018      |
| Estonie                      | Présidents de la République (successifs)      | Alar Karis                     | 11 octobre 2021  |
| Estonie                      | Présidents de la République (successifs)      | Kersti Kaljulaid               | 10 octobre 2016  |
| Estonie                      | Premiers ministres (successifs)               | Kaja Kallas                    | 26 janvier 2021  |
| Estonie                      | Premiers ministres (successifs)               | Jüri Ratas                     | 23 novembre 2016 |
| Eswatini                     | Roi                                           | Mswati III                     | 25 avril 1986    |
| Eswatini                     | Premiers ministres (successifs)               | Cleopas Dlamini                | 16 juillet 2021  |
| Eswatini                     | Premiers ministres (successifs)               | Themba N. Masuku (intérim)     | 13 décembre 2020 |
| États-Unis (voir aussi : §4) | Présidents (successifs)                       | Joe Biden                      | 20 janvier 2021  |
| États-Unis (voir aussi : §4) | Présidents (successifs)                       | Donald Trump                   | 20 janvier 2017  |
| États-Unis (voir aussi : §4) | Vice-présidents (successifs)                  | Kamala Harris                  | 20 janvier 2021  |
| États-Unis (voir aussi : §4) | Vice-présidents (successifs)                  | Mike Pence                     | 20 janvier 2017  |
| Éthiopie                     | Président de la République                    | Sahle-Work Zewde               | 25 octobre 2018  |
| Éthiopie                     | Premier ministre                              | Abiy Ahmed                     | 2 avril 2018     |

## F
| Pays                       | Fonction                                 | Nom                | Depuis (le)      |
| -------------------------- | ---------------------------------------- | ------------------ | ---------------- |
| Fidji                      | Présidents de la République (successifs) | Wiliame Katonivere | 12 novembre 2021 |
| Fidji                      | Présidents de la République (successifs) | Jioji Konrote      | 12 novembre 2015 |
| Fidji                      | Premier ministre                         | Frank Bainimarama  | 11 avril 2009    |
| Finlande (voir aussi : §9) | Président de la République               | Sauli Niinistö     | 1er mars 2012    |
| Finlande (voir aussi : §9) | Premier ministre                         | Sanna Marin        | 10 décembre 2019 |
| France (voir aussi : §3)   | Président de la République               | Emmanuel Macron    | 14 mai 2017      |
| France (voir aussi : §3)   | Premier ministre                         | Jean Castex        | 3 juillet 2020   |

## G
| Pays                                  | Fonction                                 | Nom                             | Depuis (le)      |
| ------------------------------------- | ---------------------------------------- | ------------------------------- | ---------------- |
| Gabon                                 | Président de la République               | Ali Bongo Ondimba               | 16 octobre 2009  |
| Gabon                                 | Premier ministre                         | Rose Christiane Ossouka Raponda | 16 juillet 2020  |
| Gambie                                | Président de la République               | Adama Barrow                    | 19 janvier 2017  |
| Gambie                                | Vice-présidente de la République         | Isatou Touray                   | 16 mars 2019     |
| Géorgie (voir aussi : §1, §10 et §12) | Président                                | Salomé Zourabichvili            | 16 décembre 2018 |
| Géorgie (voir aussi : §1, §10 et §12) | Premiers ministres (successifs)          | Irakli Garibachvili             | 22 février 2021  |
| Géorgie (voir aussi : §1, §10 et §12) | Premiers ministres (successifs)          | Guiorgui Gakharia               | 8 septembre 2019 |
| Ghana                                 | Président de la République               | Nana Addo Dankwa Akufo-Addo     | 7 janvier 2017   |
| Ghana                                 | Vice-président de la République          | Mahamudu Bawumia                | 7 janvier 2017   |
| Grèce (voir aussi : §10)              | Présidente de la République              | Ekateríni Sakellaropoúlou       | 13 mars 2020     |
| Grèce (voir aussi : §10)              | Premier ministre                         | Kyriákos Mitsotákis             | 8 juillet 2019   |
| Grenade (voir aussi : §10)            | Reine                                    | Élisabeth II                    | 7 février 1974   |
| Grenade (voir aussi : §10)            | Gouverneure générale                     | Cécile La Grenade               | 7 avril 2013     |
| Grenade (voir aussi : §10)            | Premier ministre                         | Keith Mitchell                  | 20 février 2013  |
| Guatemala                             | Président de la République               | Alejandro Giammattei            | 14 janvier 2020  |
| Guatemala                             | Vice-présidents de la République         | Guillermo Castillo Reyes        | 14 janvier 2020  |
| Guinée                                | Présidents de la République (successifs) | Mamadi Doumbouya                | 5 septembre 2021 |
| Guinée                                | Présidents de la République (successifs) | Alpha Condé                     | 21 décembre 2010 |
| Guinée                                | Premier ministre (successifs)            | Mohamed Béavogui                | 6 octobre 2021   |
| Guinée                                | Premier ministre (successifs)            | Ibrahima Kassory Fofana         | 24 mai 2018      |
| Guinée-Bissau                         | Président de la République               | Umaro Sissoco Embaló,           | 27 février 2020  |
| Guinée-Bissau                         | Premier ministre                         | Nuno Gomes Nabiam               | 28 février 2020  |
| Guinée équatoriale                    | Président de la République               | Teodoro Obiang Nguema Mbasogo   | 3 août 1979      |
| Guinée équatoriale                    | Premier ministre                         | Francisco Pascual Obama Asue    | 23 juin 2016     |
| Guyana                                | Président de la République               | Irfaan Ali                      | 2 août 2020      |
| Guyana                                | Premier ministre                         | Mark Phillips                   | 2 août 2020      |

## H
| Pays     | Fonction                                   | Nom                                | Depuis (le)                                                                            |
| -------- | ------------------------------------------ | ---------------------------------- | -------------------------------------------------------------------------------------- |
| Haïti    | Présidents de la République (successifs)   | Ariel Henry (intérim}              | 20 juillet 2021                                                                        |
| Haïti    | Présidents de la République (successifs)   | Joseph Lambert (provisoire)        | 9 juillet 2021 - 20 juillet 2021 (corevendicateur du 9 juillet 2021)                   |
| Haïti    | Présidents de la République (successifs)   | Claude Joseph (intérim),           | 7 juillet 2021 - 20 juillet 2021 (corevendicateur du 9 juillet 2021)                   |
| Haïti    | Présidents de la République (successifs)   | Jovenel Moïse                      | 7 février 2017 (corevendicateur du 8 février 2021 au 9 février 2021)                   |
| Haïti    | Présidents de la République (successifs)   | Joseph Mécène Jean-Louis (intérim) | 8 février 2021 - 9 février 2021 (corevendicateur du 8 février 2021 au 9 février 2021)  |
| Haïti    | Premiers ministres (successifs)            | Ariel Henry,                       | 9 juillet 2021 (corevendicateur du 9 juillet 2021 au 20 juillet 2021)                  |
| Haïti    | Premiers ministres (successifs)            | Claude Joseph (intérim),           | 14 avril 2021 - 20 juillet 2021 (corevendicateur du 9 juillet 2021 au 20 juillet 2021) |
| Haïti    | Premiers ministres (successifs)            | Joseph Jouthe                      | 4 février 2020                                                                         |
| Honduras | Président de la République                 | Juan Orlando Hernández             | 27 janvier 2014                                                                        |
| Honduras | Premier Vice-président de la République    | Ricardo Álvarez                    | 27 janvier 2014                                                                        |
| Honduras | Seconde Vice-présidente de la République   | Olga Margarita Alvarado Rodríguez  | 27 janvier 2018                                                                        |
| Honduras | Troisième Vice-présidente de la République | María Antonia Rivera Rosales       | 27 janvier 2018                                                                        |
| Hongrie  | Président de la République                 | János Áder                         | 10 mai 2012                                                                            |
| Hongrie  | Ministre-président                         | Viktor Orbán                       | 29 mai 2010                                                                            |

## I
| Pays                         | Fonction                                 | Nom                   | Depuis (le)      |
| ---------------------------- | ---------------------------------------- | --------------------- | ---------------- |
| Inde (voir aussi : §11)      | Président de la République               | Ram Nath Kovind       | 25 juillet 2017  |
| Inde (voir aussi : §11)      | Premier ministre                         | Narendra Modi         | 26 mai 2014      |
| Indonésie (voir aussi : §12) | Président de la République               | Joko Widodo           | 20 octobre 2014  |
| Indonésie (voir aussi : §12) | Vice-président de la République          | Jusuf Kalla           | 20 octobre 2014  |
| Irak (voir aussi : §10)      | Président de la République               | Barham Salih          | 2 octobre 2018   |
| Irak (voir aussi : §10)      | Premier ministre                         | Mustafa Al-Kadhimi    | 2 mai 2020       |
| Iran                         | Guide de la Révolution                   | Ali Khamenei          | 4 juin 1989      |
| Iran                         | Présidents de la République (successifs) | Ebrahim Raïssi        | 3 août 2021      |
| Iran                         | Présidents de la République (successifs) | Hassan Rohani         | 3 août 2013      |
| Irlande                      | Président                                | Michael D. Higgins    | 11 novembre 2011 |
| Irlande                      | Premier ministre                         | Micheál Martin        | 27 juin 2020     |
| Islande                      | Président                                | Guðni Th. Jóhannesson | 1er août 2016    |
| Islande                      | Premier ministre                         | Katrín Jakobsdóttir   | 30 novembre 2017 |
| Israël                       | Président de l’État (successifs)         | Isaac Herzog          | 7 juillet 2021   |
| Israël                       | Président de l’État (successifs)         | Reuven Rivlin         | 24 juillet 2014  |
| Israël                       | Premiers ministres (successifs)          | Naftali Bennett       | 13 juin 2021     |
| Israël                       | Premiers ministres (successifs)          | Benyamin Netanyahou   | 31 mars 2009     |
| Italie                       | Président de la République               | Sergio Mattarella     | 3 février 2015   |
| Italie                       | Présidents du Conseil (successifs)       | Mario Draghi          | 13 février 2021  |
| Italie                       | Présidents du Conseil (successifs)       | Giuseppe Conte        | 1er juin 2018    |

## J
| Pays     | Fonction                        | Nom                 | Depuis (le)       |
| -------- | ------------------------------- | ------------------- | ----------------- |
| Jamaïque | Reine                           | Élisabeth II        | 6 août 1962       |
| Jamaïque | Gouverneur général              | Patrick Allen       | 26 février 2009   |
| Jamaïque | Premiers ministre               | Andrew Holness      | 3 mars 2016       |
| Japon    | Empereur                        | Naruhito            | 1er mai 2019      |
| Japon    | Premiers ministres (successifs) | Fumio Kishida       | 4 octobre 2021    |
| Japon    | Premiers ministres (successifs) | Yoshihide Suga      | 16 septembre 2020 |
| Jordanie | Roi                             | Abdallah II         | 7 février 1999    |
| Jordanie | Premier ministre                | Bisher Al-Khasawneh | 20 octobre 2020   |

## K
| Pays         | Fonction                                 | Nom                              | Depuis (le)                      |
| ------------ | ---------------------------------------- | -------------------------------- | -------------------------------- |
| Kazakhstan   | Président de la République               | Kassym-Jomart Tokaïev            | 20 mars 2019                     |
| Kazakhstan   | Premier ministre                         | Askar Mamine                     | 21 février 2019                  |
| Kenya        | Président de la République               | Uhuru Kenyatta                   | 9 avril 2013                     |
| Kenya        | Vice-président de la République          | William Ruto                     | 9 avril 2013                     |
| Kirghizistan | Présidents de la République (successifs) | Sadyr Japarov                    | 28 janvier 2021                  |
| Kirghizistan | Présidents de la République (successifs) | Talant Mamytov (intérim)         | 14 novembre 2020                 |
| Kirghizistan | Premiers ministres (successifs)          | Akylbek Japarov                  | 12 octobre 2021                  |
| Kirghizistan | Premiers ministres (successifs)          | Ulukbek Maripov                  | 3 février 2021                   |
| Kirghizistan | Premiers ministres (successifs)          | Artem Novikov (intérim)          | 14 novembre 2020                 |
| Kirghizistan | Premiers ministres (successifs)          | Sadyr Japarov                    | 6 octobre 2020 - 21 janvier 2021 |
| Kiribati     | Président de la République               | Taneti Maamau                    | 11 mars 2016                     |
| Kiribati     | Vice-président de la République          | Teuea Toatu                      | 19 juin 2019                     |
| Koweït       | Émir                                     | Nawaf al-Ahmad al-Jaber al-Sabah | 29 septembre 2020                |
| Koweït       | Premier ministre                         | Sabah al-Khaled al-Sabah         | 14 novembre 2019                 |

## L
| Pays                     | Fonction                                                                  | Nom                                                                                | Depuis (le)                                                                                    |
| ------------------------ | ------------------------------------------------------------------------- | ---------------------------------------------------------------------------------- | ---------------------------------------------------------------------------------------------- |
| Laos                     | Secrétaires généraaux du Parti révolutionnaire populaire lao (successifs) | Thongloun Sisoulith                                                                | 15 janvier 2021                                                                                |
| Laos                     | Secrétaires généraaux du Parti révolutionnaire populaire lao (successifs) | Boungnang Vorachit                                                                 | 22 janvier 2016                                                                                |
| Laos                     | Présidents de la République (successifs)                                  | Thongloun Sisoulith                                                                | 19 avril 2016                                                                                  |
| Laos                     | Présidents de la République (successifs)                                  | Boungnang Vorachit                                                                 | 19 avril 2016                                                                                  |
| Laos                     | Premiers ministres (successifs)                                           | Phankham Viphavanh                                                                 | 21 mars 2021                                                                                   |
| Laos                     | Premiers ministres (successifs)                                           | Thongloun Sisoulith                                                                | 19 avril 2016                                                                                  |
| Lesotho                  | Roi                                                                       | Letsie III                                                                         | 7 février 1996                                                                                 |
| Lesotho                  | Premier ministre                                                          | Moeketsi Majoro                                                                    | 20 mai 2020                                                                                    |
| Lettonie                 | Président de la République                                                | Egils Levits                                                                       | 8 juillet 2019                                                                                 |
| Lettonie                 | Premier ministre                                                          | Arturs Krišjānis Kariņš                                                            | 23 janvier 2019                                                                                |
| Liban                    | Président de la République                                                | Michel Aoun                                                                        | 31 octobre 2016                                                                                |
| Liban                    | Premiers ministres (successifs)                                           | Najib Mikati                                                                       | 10 septembre 2021                                                                              |
| Liban                    | Premiers ministres (successifs)                                           | Hassan Diab                                                                        | 21 janvier 2020                                                                                |
| Liberia                  | Président de la République                                                | George Weah                                                                        | 22 janvier 2018                                                                                |
| Liberia                  | Vice-président de la République                                           | Jewel Taylor                                                                       | 22 janvier 2018                                                                                |
| Libye (voir aussi : §12) | Chefs d'État (successifs)                                                 | Mohammed el-Menfi (Président du Conseil présidentiel)                              | 10 mars 2021                                                                                   |
| Libye (voir aussi : §12) | Chefs d'État (successifs)                                                 | Fayez el-Sarraj (Président du Conseil présidentiel) (Gouvernement Fayez el-Sarraj) | 12 mars 2016 (corevendicateur du 12 mars 2016 au 10 mars 2021)                                 |
| Libye (voir aussi : §12) | Chefs d'État (successifs)                                                 | Aguila Salah Issa (Président de la Chambre des représentants) (régime de Tobrouk)  | 5 août 2014 (corevendicateur du 25 août 2014 au 10 mars 2021)                                  |
| Libye (voir aussi : §12) | Premiers ministres (successifs)                                           | Abdel Hamid Dbeibah                                                                | 15 mars 2021                                                                                   |
| Libye (voir aussi : §12) | Premiers ministres (successifs)                                           | Fayez el-Sarraj (Gouvernement Fayez el-Sarraj)                                     | 12 mars 2016 (corevendicateur du 12 mars 2016 au 15 mars 2021)                                 |
| Libye (voir aussi : §12) | Premiers ministres (successifs)                                           | Abdallah al-Thani (régime de Tobrouk)                                              | 11 mars 2014 (corevendicateur du 4 mai 2014 au 9 juin 2014 et du 25 août 2014 au 15 mars 2021) |
| Liechtenstein            | Prince souverain                                                          | Hans-Adam II                                                                       | 13 novembre 1989                                                                               |
| Liechtenstein            | Prince souverain                                                          | Prince Aloïs (régent)                                                              | 15 août 2004                                                                                   |
| Liechtenstein            | Chefs du gouvernement (successifs)                                        | Daniel Risch                                                                       | 25 mars 2021                                                                                   |
| Liechtenstein            | Chefs du gouvernement (successifs)                                        | Adrian Hasler                                                                      | 27 mars 2013                                                                                   |
| Lituanie                 | Président de la République                                                | Gitanas Nausėda                                                                    | 12 juillet 2019                                                                                |
| Lituanie                 | Premier ministre                                                          | Ingrida Šimonytė                                                                   | 11 décembre 2020                                                                               |
| Luxembourg               | Grand-duc                                                                 | Henri                                                                              | 7 octobre 2000                                                                                 |
| Luxembourg               | Premier ministre                                                          | Xavier Bettel                                                                      | 4 décembre 2013                                                                                |

## M
| Pays                               | Fonction                                               | Nom                         | Depuis (le)        |
| ---------------------------------- | ------------------------------------------------------ | --------------------------- | ------------------ |
| Macédoine du Nord                  | Président de la République                             | Stevo Pendarovski           | 12 mai 2009        |
| Macédoine du Nord                  | Président du gouvernement                              | Zoran Zaev                  | 30 août 2020       |
| Madagascar                         | Président de la République                             | Andry Rajoelina             | 18 janvier 2019    |
| Madagascar                         | Premier ministre                                       | Christian Ntsay             | 6 juin 2018        |
| Malaisie                           | Roi                                                    | Abdullah Shah               | 31 janvier 2019    |
| Malaisie                           | Premiers ministres (successifs)                        | Ismail Sabri Yaakob         | 20 août 2021       |
| Malaisie                           | Premiers ministres (successifs)                        | Muhyiddin Yassin            | 1er mars 2020      |
| Malawi                             | Président de la République                             | Lazarus Chakwera            | 28 juin 2020       |
| Malawi                             | Vice-président de la République                        | Saulos Chilima              | 31 mai 2014        |
| Maldives                           | Président de la République                             | Ibrahim Mohamed Solih       | 17 novembre 2018   |
| Maldives                           | Vice-présidents de la République                       | Faisal Naseem               | 18 novembre 2018   |
| Mali                               | Présidents de transition de la République (successifs) | Assimi Goïta                | 25 mai 2021        |
| Mali                               | Présidents de transition de la République (successifs) | Bah N'Daw                   | 23 septembre 2020  |
| Mali                               | Premiers ministres (successifs)                        | Choguel Kokalla Maïga       | 7 juin 2021        |
| Mali                               | Premiers ministres (successifs)                        | fonction vacante            | 25 mai 2021        |
| Mali                               | Premiers ministres (successifs)                        | Moctar Ouane (transition)   | 27 septembre 2020  |
| Malte                              | Président                                              | George Vella                | 4 avril 2019       |
| Malte                              | Premier ministre                                       | Robert Abela                | 13 janvier 2020    |
| Maroc (voir aussi : §1)            | Roi                                                    | Mohammed VI                 | 23 juillet 1999    |
| Maroc (voir aussi : §1)            | Chefs du gouvernement (successifs)                     | Aziz Akhannouch             | 7 octobre 2021     |
| Maroc (voir aussi : §1)            | Chefs du gouvernement (successifs)                     | Saad Dine El Otmani         | 5 avril 2017       |
| Îles Marshall                      | Présidents de la République                            | David Kabua                 | 13 janvier 2020    |
| Maurice (voir aussi : §10)         | Président de la République                             | Prithvirajsing Roopun       | 2 décembre 2019    |
| Maurice (voir aussi : §10)         | Premier ministre                                       | Pravind Jugnauth            | 23 janvier 2017    |
| Mauritanie                         | Président de la République                             | Mohamed Ould Ghazouani      | 1er août 2019      |
| Mauritanie                         | Premier ministre                                       | Mohamed Ould Bilal          | 8 août 2020        |
| Mexique                            | Président de la République                             | Andrés Manuel López Obrador | 1er décembre 2018  |
| États fédérés de Micronésie        | Président de la République                             | David Panuelo               | 11 mai 2019        |
| États fédérés de Micronésie        | Vice-président de la République                        | Yosiwo P. George            | 11 mai 2015        |
| Moldavie (voir aussi : §10 et §11) | Président de la République                             | Maia Sandu                  | 24 décembre 2020   |
| Moldavie (voir aussi : §10 et §11) | Premiers ministres (successifs)                        | Natalia Gavrilița           | 6 août 2021        |
| Moldavie (voir aussi : §10 et §11) | Premiers ministres (successifs)                        | Aureliu Ciocoi (intérim)    | 1er janvier 2021   |
| Monaco                             | Prince souverain                                       | Albert II                   | 6 avril 2005       |
| Monaco                             | Ministre d’État                                        | Pierre Dartout              | 1er septembre 2020 |
| Mongolie                           | Présidents de la République (successifs)               | Ukhnaagiin Khürelsükh       | 25 juin 2021       |
| Mongolie                           | Présidents de la République (successifs)               | Khaltmaagiyn Battulga       | 10 juillet 2017    |
| Mongolie                           | Premiers ministres (successifs)                        | Luvsannamsrai Oyun-Erdene   | 29 janvier 2021    |
| Mongolie                           | Premiers ministres (successifs)                        | Khürelsükh Ukhnaagiin       | 4 octobre 2017     |
| Monténégro                         | Président de la République                             | Milo Đukanović              | 20 mai 2018        |
| Monténégro                         | Président du gouvernement                              | Zdravko Krivokapić          | 4 décembre 2020    |
| Mozambique                         | Président de la République                             | Filipe Nyusi                | 15 janvier 2015    |
| Mozambique                         | Premier ministre                                       | Carlos Agostinho do Rosário | 17 janvier 2015    |

## N
| Pays                               | Fonction                           | Nom                                                                                | Depuis (le)       |
| ---------------------------------- | ---------------------------------- | ---------------------------------------------------------------------------------- | ----------------- |
| Namibie                            | Président de la République         | Hage Geingob                                                                       | 21 mars 2015      |
| Namibie                            | Premier ministre                   | Saara Kuugongelwa-Amadhila                                                         | 21 mars 2015      |
| Nauru                              | Président de la République         | Lionel Aingimea                                                                    | 27 août 2019      |
| Népal                              | Président de la République         | Bidya Devi Bhandari                                                                | 29 octobre 2015   |
| Népal                              | Premiers ministres (successifs)    | Sher Bahadur Deuba                                                                 | 13 juillet 2021   |
| Népal                              | Premiers ministres (successifs)    | Khadga Prasad Sharma Oli                                                           | 15 février 2018   |
| Nicaragua                          | Président de la République         | Daniel Ortega                                                                      | 10 janvier 2007   |
| Nicaragua                          | Vice-présidente de la République   | Rosario Murillo                                                                    | 10 janvier 2017   |
| Niger                              | Présidents (successifs)            | Mohamed Bazoum                                                                     | 2 avril 2021      |
| Niger                              | Présidents (successifs)            | Mahamadou Issoufou                                                                 | 7 avril 2011      |
| Niger                              | Premiers ministres (successifs)    | Ouhoumoudou Mahamadou                                                              | 3 avril 2021      |
| Niger                              | Premiers ministres (successifs)    | Brigi Rafini                                                                       | 7 avril 2011      |
| Nigeria                            | Président de la République         | Muhammadu Buhari                                                                   | 25 mai 2015       |
| Nigeria                            | Vice-président de la République    | Yemi Osinbajo                                                                      | 29 mai 2015       |
| Norvège (voir aussi : §8)          | Roi                                | Harald V                                                                           | 17 janvier 1991   |
| Norvège (voir aussi : §8)          | Premiers ministres (successifs)    | Jonas Gahr Støre                                                                   | 14 octobre 2021   |
| Norvège (voir aussi : §8)          | Premiers ministres (successifs)    | Erna Solberg                                                                       | 16 octobre 2013   |
| Nouvelle-Zélande (voir aussi : §9) | Reine                              | Élisabeth II                                                                       | 6 février 1952    |
| Nouvelle-Zélande (voir aussi : §9) | Ggouverneurs généraux (successifs) | Cindy Kiro                                                                         | 21 octobre 2021   |
| Nouvelle-Zélande (voir aussi : §9) | Ggouverneurs généraux (successifs) | Helen Winkelmann (Administratrice du gouvernemement de Nouvelle-Zélande - intérim) | 29 septembre 2021 |
| Nouvelle-Zélande (voir aussi : §9) | Ggouverneurs généraux (successifs) | Patsy Reddy                                                                        | 28 septembre 2016 |
| Nouvelle-Zélande (voir aussi : §9) | Premier ministre                   | Jacinda Ardern                                                                     | 20 octobre 2017   |

## O
| Pays                           | Fonction                        | Nom                | Depuis (le)       |
| ------------------------------ | ------------------------------- | ------------------ | ----------------- |
| Oman                           | Sultan                          | Haïtham ben Tariq  | 11 janvier 2020   |
| Oman                           | Premier ministre                | Haïtham ben Tariq  | 11 janvier 2020   |
| Ouganda                        | Président de la République      | Yoweri Museveni    | 29 janvier 1986   |
| Ouganda                        | Premiers ministres (successifs) | Robinah Nabbanja   | 21 juin 2021      |
| Ouganda                        | Premiers ministres (successifs) | Ruhakana Rugunda   | 18 septembre 2014 |
| Ouzbékistan (voir aussi : §10) | Président de la République      | Shavkat Mirziyoyev | 8 septembre 2016  |
| Ouzbékistan (voir aussi : §10) | Premier ministre                | Abdulla Oripov     | 14 décembre 2016  |

## P
| Pays                                         | Fonction                                      | Nom                         | Depuis (le)       |
| -------------------------------------------- | --------------------------------------------- | --------------------------- | ----------------- |
| Pakistan (voir aussi : §10 et §11)           | Président de la république                    | Arif Alvi                   | 9 septembre 2018  |
| Pakistan (voir aussi : §10 et §11)           | Premier ministre                              | Imran Khan                  | 18 août 2018      |
| Palaos                                       | Présidents de la République (successifs)      | Surangel Whipps Jr.         | 21 janvier 2021   |
| Palaos                                       | Présidents de la République (successifs)      | Tommy Remengesau            | 17 janvier 2013   |
| Palaos                                       | Vice-présidents de la République (successifs) | Uduch Sengebau Senior       | 21 janvier 2021   |
| Palaos                                       | Vice-présidents de la République (successifs) | Raynold Oilouch             | 19 janvier 2017   |
| Palestine (voir aussi : §2)                  | Président                                     | Mahmoud Abbas               | 8 mai 2005        |
| Palestine (voir aussi : §2)                  | Président du Comité exécutif de l’OLP         | Mahmoud Abbas               | 11 novembre 2004  |
| Panama                                       | Président de la République                    | Laurentino Cortizo          | 1er juillet 2019  |
| Panama                                       | Vice-président de la République               | José Gabriel Carrizo        | 1er juillet 2019  |
| Papouasie-Nouvelle-Guinée (voir aussi : §10) | Reine                                         | Élisabeth II                | 16 septembre 1975 |
| Papouasie-Nouvelle-Guinée (voir aussi : §10) | Gouverneur général                            | Bob Dadae                   | 28 février 2017   |
| Papouasie-Nouvelle-Guinée (voir aussi : §10) | Premier ministre                              | James Marape                | 30 mai 2019       |
| Paraguay                                     | Président de la République                    | Mario Abdo                  | 15 août 2018      |
| Paraguay                                     | Vice-président de la République               | Hugo Velázquez Moreno       | 15 août 2018      |
| Pays-Bas (voir aussi : §7)                   | Roi                                           | Willem-Alexander            | 30 avril 2013     |
| Pays-Bas (voir aussi : §7)                   | Premier ministre                              | Mark Rutte                  | 14 octobre 2010   |
| Pérou                                        | Présidents de la République (successifs)      | Pedro Castillo              | 28 juillet 2021   |
| Pérou                                        | Présidents de la République (successifs)      | Francisco Sagasti (intérim) | 17 novembre 2020  |
| Pérou                                        | Premiers ministres (successifs)               | Mirtha Vásquez              | 6 octobre 2021    |
| Pérou                                        | Premiers ministres (successifs)               | Guido Bellido               | 28 juillet 2021   |
| Pérou                                        | Premiers ministres (successifs)               | Violeta Bermúdez            | 18 novembre 2020  |
| Philippines (voir aussi : §10)               | Président de la République                    | Rodrigo Duterte             | 30 juin 2016      |
| Philippines (voir aussi : §10)               | Vice-président de la République               | Leni Robredo                | 30 juin 2016      |
| Pologne                                      | Président de la République                    | Andrzej Duda                | 6 août 2015       |
| Pologne                                      | Président du Conseil                          | Mateusz Morawiecki          | 11 décembre 2017  |
| Portugal (voir aussi : §10)                  | Président de la République                    | Marcelo Rebelo de Sousa     | 9 mars 2016       |
| Portugal (voir aussi : §10)                  | Premier ministre                              | António Costa               | 26 novembre 2015  |

## Q
| Pays  | Fonction         | Nom                                       | Depuis (le)     |
| ----- | ---------------- | ----------------------------------------- | --------------- |
| Qatar | Émir             | Tamim ben Hamad Al Thani                  | 25 juin 2013    |
| Qatar | Premier ministre | Khaled ben Khalifa ben Abdelaziz Al Thani | 28 janvier 2020 |

## R
| Pays                          | Fonction                      | Nom                 | Depuis (le)      |
| ----------------------------- | ----------------------------- | ------------------- | ---------------- |
| Roumanie                      | Président                     | Klaus Iohannis      | 21 décembre 2014 |
| Roumanie                      | Premier ministre (successifs) | Nicolae Ciucă       | 24 novembre 2021 |
| Roumanie                      | Premier ministre (successifs) | Florin Cîțu         | 23 décembre 2020 |
| Royaume-Uni (voir aussi : §4) | Reine                         | Élisabeth II        | 6 février 1952   |
| Royaume-Uni (voir aussi : §4) | Premier ministre              | Boris Johnson       | 24 juillet 2019  |
| Russie (voir aussi : §12)     | Président                     | Vladimir Poutine    | 7 mai 2012       |
| Russie (voir aussi : §12)     | Premier ministre              | Mikhaïl Michoustine | 16 janvier 2020  |
| Rwanda                        | Président de la République    | Paul Kagame         | 24 mars 2000     |
| Rwanda                        | Premier ministre              | Édouard Ngirente    | 30 août 2017     |

## S
| Pays                                          | Fonction                                   | Nom                                                                                      | Depuis (le)                                                                            |
| --------------------------------------------- | ------------------------------------------ | ---------------------------------------------------------------------------------------- | -------------------------------------------------------------------------------------- |
| Saint-Christophe-et-Niévès (voir aussi : §10) | Reine                                      | Élisabeth II                                                                             | 19 septembre 1983                                                                      |
| Saint-Christophe-et-Niévès (voir aussi : §10) | Gouverneur général                         | Tapley Seaton                                                                            | 20 mai 2015                                                                            |
| Saint-Christophe-et-Niévès (voir aussi : §10) | Premier ministre                           | Timothy Harris                                                                           | 18 février 2015                                                                        |
| Sainte-Lucie                                  | Reine                                      | Élisabeth II                                                                             | 22 février 1979                                                                        |
| Sainte-Lucie                                  | Gouverneurs généraux (successifs)          | Errol Charles (intérim)                                                                  | 11 novembre 2021                                                                       |
| Sainte-Lucie                                  | Gouverneurs généraux (successifs)          | Neville Cenac                                                                            | 12 janvier 2018                                                                        |
| Sainte-Lucie                                  | Premiers ministres (successifs)            | Philip Pierre                                                                            | 28 juillet 2021                                                                        |
| Sainte-Lucie                                  | Premiers ministres (successifs)            | Allen Chastanet                                                                          | 7 juin 2016                                                                            |
| Saint-Marin                                   | Capitaines-régents (successifs)            | Francesco Mussoni et Giacomo Simoncini                                                   | 1er octobre 2021                                                                       |
| Saint-Marin                                   | Capitaines-régents (successifs)            | Gian Carlo Venturini et Marco Nicolini                                                   | 1er avril 2021                                                                         |
| Saint-Marin                                   | Capitaines-régents (successifs)            | Alessandro Cardelli et Mirko Dolcini                                                     | 1er octobre 2020                                                                       |
| Saint-Vincent-et-les-Grenadines               | Reine                                      | Élisabeth II                                                                             | 27 octobre 1979                                                                        |
| Saint-Vincent-et-les-Grenadines               | Gouverneur général                         | Susan Dougan                                                                             | 1er août 2019                                                                          |
| Saint-Vincent-et-les-Grenadines               | Premier ministre                           | Ralph Gonsalves                                                                          | 29 mars 2001                                                                           |
| Îles Salomon                                  | Reine                                      | Élisabeth II                                                                             | 7 juillet 1978                                                                         |
| Îles Salomon                                  | Gouverneur général                         | David Vunagi                                                                             | 7 juillet 2019                                                                         |
| Îles Salomon                                  | Premier ministre                           | Manasseh Sogavare                                                                        | 24 avril 2019                                                                          |
| Salvador                                      | Président de la République                 | Nayib Bukele                                                                             | 1er juin 2019                                                                          |
| Salvador                                      | Vice-président de la République            | Félix Ulloa                                                                              | 1er juin 2019                                                                          |
| Samoa                                         | Chef de l’État                             | Va'aletoa Sualauvi II                                                                    | 20 juin 2017                                                                           |
| Samoa                                         | Premiers ministres (successifs)            | Naomi Mata'afa                                                                           | 24 mai 2021 (corevendicateur du 24 mai 2021 au 27 juillet 2021)                        |
| Samoa                                         | Premiers ministres (successifs)            | Sa'ilele Malielegaoi                                                                     | 23 novembre 1998 - 27 juillet 2021 (corevendicateur du 24 mai 2021 au 27 juillet 2021) |
| Sao Tomé-et-Principe (voir aussi : §10)       | Présidents de la République (successifs)   | Carlos Vila Nova                                                                         | 2 octobre 2021                                                                         |
| Sao Tomé-et-Principe (voir aussi : §10)       | Présidents de la République (successifs)   | Evaristo Carvalho                                                                        | 3 septembre 2016                                                                       |
| Sao Tomé-et-Principe (voir aussi : §10)       | Premier ministre                           | Jorge Bom Jesus                                                                          | 3 décembre 2018                                                                        |
| Sénégal                                       | Président de la République                 | Macky Sall                                                                               | 2 avril 2012                                                                           |
| Serbie (voir aussi : §1 et §11)               | Président de la République                 | Aleksandar Vučić                                                                         | 31 mai 2017                                                                            |
| Serbie (voir aussi : §1 et §11)               | Présidente du gouvernement                 | Ana Brnabić                                                                              | 29 juin 2017                                                                           |
| Seychelles                                    | Président de la République                 | Wavel Ramkalawan                                                                         | 26 octobre 2020                                                                        |
| Seychelles                                    | Vice-président de la République            | Ahmed Afif                                                                               | 26 octobre 2020                                                                        |
| Sierra Leone                                  | Président de la République                 | Julius Maada Bio                                                                         | 4 avril 2018                                                                           |
| Sierra Leone                                  | Chief Ministers (successifs)               | Jacob Jusu Saffa                                                                         | 30 avril 2021                                                                          |
| Sierra Leone                                  | Chief Ministers (successifs)               | David J. Francis                                                                         | 4 mai 2018                                                                             |
| Singapour                                     | Présidente de la République                | Halimah Yacob                                                                            | 14 septembre 2017                                                                      |
| Singapour                                     | Premier ministre                           | Lee Hsien Loong                                                                          | 12 août 2004                                                                           |
| Slovaquie                                     | Président de la République                 | Zuzana Čaputová                                                                          | 15 juin 2019                                                                           |
| Slovaquie                                     | Présidents du gouvernement (successifs)    | Eduard Heger                                                                             | 1er avril 2021                                                                         |
| Slovaquie                                     | Présidents du gouvernement (successifs)    | Igor Matovič                                                                             | 21 mars 2020                                                                           |
| Slovénie                                      | Président de la République                 | Borut Pahor                                                                              | 22 décembre 2012                                                                       |
| Slovénie                                      | Président du gouvernement                  | Janez Janša                                                                              | 13 mars 2020                                                                           |
| Somalie (voir aussi : §11)                    | Président de la République                 | Mohamed Abdullahi Mohamed                                                                | 8 février 2017                                                                         |
| Somalie (voir aussi : §11)                    | Premier ministre                           | Mohamed Hussein Roble                                                                    | 23 septembre 2020                                                                      |
| Soudan                                        | Chefs d'État (successifs)                  | Abdel Fattah Abdelrahmane al-Burhan (Président du Conseil de souveraineté de transition) | 11 novembre 2019                                                                       |
| Soudan                                        | Chefs d'État (successifs)                  | Abdel Fattah Abdelrahmane al-Burhan (Chef d'État de facto)                               | 25 octobre 2021                                                                        |
| Soudan                                        | Chefs d'État (successifs)                  | Abdel Fattah Abdelrahmane al-Burhan ( Conseil de souveraineté)                           | 21 août 2019                                                                           |
| Soudan                                        | Premiers ministres (successifs)            | Abdallah Hamdok                                                                          | 21 novembre 2021                                                                       |
| Soudan                                        | Premiers ministres (successifs)            | poste vacant                                                                             | 25 octobre 2021                                                                        |
| Soudan                                        | Premiers ministres (successifs)            | Abdallah Hamdok                                                                          | 21 août 2019                                                                           |
| Soudan du Sud                                 | Président de la République                 | Salva Kiir                                                                               | 9 juillet 2011                                                                         |
| Soudan du Sud                                 | Premier vice-président de la République    | Riek Machar                                                                              | 22 février 2020                                                                        |
| Soudan du Sud                                 | Deuxième vice-président de la République   | James Wani Igga                                                                          | 22 février 2020                                                                        |
| Soudan du Sud                                 | Troisième vice-président de la République  | Taban Deng Ga                                                                            | 22 février 2020                                                                        |
| Soudan du Sud                                 | Quatrième vice-président de la République  | Hussein Abdelbagi                                                                        | 22 février 2020                                                                        |
| Soudan du Sud                                 | Cinquième vice-présidente de la République | Rebecca Nyandeng Garang                                                                  | 22 février 2020                                                                        |
| Sri Lanka                                     | Président de la République                 | Gotabaya Rajapaksa                                                                       | 11 novembre 2019                                                                       |
| Sri Lanka                                     | Premier ministre                           | Mahinda Rajapakse                                                                        | 21 novembre 2019                                                                       |
| Suède                                         | Roi                                        | Charles XVI Gustave                                                                      | 19 septembre 1973                                                                      |
| Suède                                         | Premiers ministres (successifs)            | Magdalena Andersson                                                                      | 30 novembre 2021                                                                       |
| Suède                                         | Premiers ministres (successifs)            | Stefan Löfven                                                                            | 3 octobre 2014                                                                         |
| Suisse                                        | Président de la Confédération              | Guy Parmelin                                                                             | 1er janvier 2021                                                                       |
| Suisse                                        | Vice-président du Conseil fédéral          | Ignazio Cassis                                                                           | 1er janvier 2021                                                                       |
| Suriname                                      | Président                                  | Chan Santokhi                                                                            | 16 juillet 2020                                                                        |
| Suriname                                      | Vice-président                             | Ronnie Brunswijk                                                                         | 16 juillet 2020                                                                        |
| Syrie (voir aussi : §12)                      | Président de la République                 | Bachar el-Assad                                                                          | 17 juillet 2000                                                                        |
| Syrie (voir aussi : §12)                      | Premier ministre                           | Hussein Arnous                                                                           | 11 juin 2020                                                                           |

## T
| Pays                                 | Fonction                                 | Nom                                                                | Depuis (le)       |
| ------------------------------------ | ---------------------------------------- | ------------------------------------------------------------------ | ----------------- |
| Tadjikistan (voir aussi : §10)       | Président                                | Emomali Rahmon                                                     | 19 novembre 1992  |
| Tadjikistan (voir aussi : §10)       | Premier ministre                         | Kokhir Rasulzoda                                                   | 23 novembre 2003  |
| Tanzanie (voir aussi : §10)          | Présidents de la République (successifs) | Samia Suluhu                                                       | 17 mars 2021      |
| Tanzanie (voir aussi : §10)          | Présidents de la République (successifs) | John Magufuli                                                      | 5 novembre 2015   |
| Tanzanie (voir aussi : §10)          | Premier ministre                         | Mizengo Pinda                                                      | 20 novembre 2015  |
| Tchad                                | Chefs d'État du Tchad (successifs)       | Mahamat Idriss Déby (Président du Conseil militaire de transition) | 20 avril 2021     |
| Tchad                                | Chefs d'État du Tchad (successifs)       | Idriss Déby (Président de la République)                           | 2 décembre 1990   |
| Tchad                                | Premier ministre                         | Albert Pahimi Padacké (intérim)                                    | 26 avril 2021     |
| Tchéquie                             | Président de la République               | Miloš Zeman                                                        | 7 mars 2013       |
| Tchéquie                             | Premiers ministres (successifs)          | Petr Fiala                                                         | 17 décembre 2021  |
| Tchéquie                             | Premiers ministres (successifs)          | Andrej Babiš                                                       | 13 décembre 2017  |
| Thaïlande                            | Roi                                      | Rama X                                                             | 1er décembre 2016 |
| Thaïlande                            | Premier ministre                         | Prayut Chan-o-cha                                                  | 22 mai 2014       |
| Timor oriental                       | Président de la République               | Francisco Guterres                                                 | 20 mai 2017       |
| Timor oriental                       | Premier ministre                         | Taur Matan Ruak                                                    | 22 juin 2018      |
| Togo                                 | Président de la République               | Faure Gnassingbé                                                   | 4 mai 2005        |
| Togo                                 | Premier ministre                         | Victoire Tomegah Dogbé                                             | 28 septembre 2020 |
| Tonga                                | Roi                                      | Tupou VI                                                           | 18 mars 2012      |
| Tonga                                | Premiers ministres (successifs)          | Siaosi Sovaleni                                                    | 27 décembre 2021  |
| Tonga                                | Premiers ministres (successifs)          | Pohiva Tuʻiʻonetoa                                                 | 8 octobre 2019    |
| Trinité-et-Tobago (voir aussi : §10) | Présidente de la République              | Paula-Mae Weekes                                                   | 19 mars 2018      |
| Trinité-et-Tobago (voir aussi : §10) | Premier ministre                         | Keith Rowley                                                       | 9 septembre 2015  |
| Tunisie                              | Président de la République               | Kaïs Saïed                                                         | 23 octobre 2019   |
| Tunisie                              | Chefs du gouvernement (successifs)       | Najla Bouden                                                       | 11 octobre 2021   |
| Tunisie                              | Chefs du gouvernement (successifs)       | poste vacant                                                       | 25 juillet 2021   |
| Tunisie                              | Chefs du gouvernement (successifs)       | Hichem Mechichi                                                    | 2 septembre 2020  |
| Turkménistan                         | Président                                | Gurbanguly Berdimuhamedow                                          | 21 décembre 2006  |
| Turquie                              | Président de la République               | Recep Tayyip Erdoğan                                               | 28 août 2014      |
| Turquie                              | Vice-président de la République          | Fuat Oktay                                                         | 10 juillet 2018   |
| Tuvalu                               | Reine                                    | Élisabeth II                                                       | 1er octobre 1978  |
| Tuvalu                               | Gouverneurs généraux (successifs)        | Tofiga Vaevalu Falani                                              | 28 septembre 2021 |
| Tuvalu                               | Gouverneurs généraux (successifs)        | Samuelu Teo (intérim)                                              | janvier 2021      |
| Tuvalu                               | Gouverneurs généraux (successifs)        | Teniku Talesi Honolulu (intérim)                                   | 22 août 2019      |
| Tuvalu                               | Premier ministre                         | Kausea Natano                                                      | 19 septembre 2019 |

## U
| Pays                            | Fonction                        | Nom                      | Depuis (le)    |
| ------------------------------- | ------------------------------- | ------------------------ | -------------- |
| Ukraine (voir aussi §11 et §12) | Président                       | Volodymyr Zelensky       | 20 mai 2019    |
| Ukraine (voir aussi §11 et §12) | Premier ministre                | Denys Chmyhal            | 4 février 2020 |
| Uruguay                         | Président de la République      | Luis Alberto Lacalle Pou | 1er mars 2020  |
| Uruguay                         | Vice-président de la République | Beatriz Argimón          | 1er mars 2020  |

## V
| Pays                         | Fonction                                          | Nom                    | Depuis (le)      |
| ---------------------------- | ------------------------------------------------- | ---------------------- | ---------------- |
| Vanuatu                      | Président de la République                        | Tallis Obed Moses      | 6 juillet 2017   |
| Vanuatu                      | Premier ministre                                  | Bob Loughman           | 20 avril 2020    |
| Vatican (Saint-Siège)        | Souverain                                         | François (pape)        | 13 mars 2013     |
| Vatican (Saint-Siège)        | Présidents du Gouvernorat (successifs)            | Fernando Vérgez Alzaga | 1er octobre 2021 |
| Vatican (Saint-Siège)        | Présidents du Gouvernorat (successifs)            | Giuseppe Bertello      | 1er octobre 2011 |
| Vatican (Saint-Siège)        | Secrétaire d’État                                 | Pietro Parolin         | 15 octobre 2013  |
| Venezuela (voir aussi : §12) | Président de la République                        | Nicolás Maduro         | 5 mars 2013      |
| Venezuela (voir aussi : §12) | Vice-présidente exécutive                         | Delcy Rodríguez        | 14 juin 2018     |
| Viêt Nam                     | Secrétaire général du Parti communiste vietnamien | Nguyễn Phú Trọng       | 19 janvier 2011  |
| Viêt Nam                     | Président (successifs)                            | Nguyễn Xuân Phúc       | 5 avril 2021     |
| Viêt Nam                     | Président (successifs)                            | Nguyễn Phú Trọng       | 23 octobre 2018  |
| Viêt Nam                     | Premier ministre (successifs)                     | Phạm Minh Chính        | 5 avril 2021     |
| Viêt Nam                     | Premier ministre (successifs)                     | Nguyễn Xuân Phúc       | 7 avril 2016     |

## Y
| Pays  | Fonction                            | Nom                                                                                    | Depuis (le)                                            |
| ----- | ----------------------------------- | -------------------------------------------------------------------------------------- | ------------------------------------------------------ |
| Yémen | Chefs d'État (en concurrence)       | Abdrabbo Mansour Hadi (président)                                                      | 27 février 2012 (corevendicateur du 21 février 2015)   |
| Yémen | Chefs d'État (en concurrence)       | Mehdi Hussein al-Machat (président du Conseil politique suprême) (gouvernement houthi) | 23 avril 2018 (corevendicateur du 23 avril 2018)       |
| Yémen | Premiers ministres (en concurrence) | Maeen Abdul Malik                                                                      | 15 octobre 2018 (corevendicateur du 15 octobre 2018)   |
| Yémen | Premiers ministres (en concurrence) | Abdel Aziz ben Habtour (gouvernement houthi)                                           | 28 novembre 2016 (corevendicateur du 28 novembre 2016) |

## Z
| Pays     | Fonction                                       | Nom                  | Depuis (le)      |
| -------- | ---------------------------------------------- | -------------------- | ---------------- |
| Zambie   | Présidents (successifs)                        | Hakainde Hichilema   | 24 août 2021     |
| Zambie   | Présidents (successifs)                        | Edgar Lungu          | 25 janvier 2015  |
| Zambie   | Vice-présidentes de la République (successifs) | Mutale Nalumango     | 24 août 2021     |
| Zambie   | Vice-présidentes de la République (successifs) | Inonge Wina          | 26 janvier 2015  |
| Zimbabwe | Président                                      | Emmerson Mnangagwa   | 24 novembre 2017 |
| Zimbabwe | Premier Vice-président de la République        | Constantino Chiwenga | 28 décembre 2017 |
| Zimbabwe | Second vice-président de la République         | poste vacant         | 21 mars 2021     |
| Zimbabwe | Second vice-président de la République         | Kembo Mohadi         | 28 décembre 2017 |

- Haut – A
- B
- C
- D
- E
- F
- G
- H
- I
- J
- K
- L
- M
- N
- O
- P
- Q
- R
- S
- T
- U
- V
- W
- X
- Y
- Z

## Entités partiellement reconnues comme État
Ces pays sont reconnus par plusieurs autres États, mais pas encore par l'ONU, c'est-à-dire pas par la majorité des membres de cet organisme.
| Entité et statut                                                                                     | Issue de | Fonction                                 | Nom                       | Depuis le       |
| --- | -------- | ---------------------------------------- | ------------------------- | --------------- |
| Abkhazie (État pro-russe sécessionniste de la Géorgie) (voir aussi : §12)                            | Géorgie  | Président                                | Aslan Bjania              | 23 avril 2020   |
| Abkhazie (État pro-russe sécessionniste de la Géorgie) (voir aussi : §12)                            | Géorgie  | Premier ministre                         | Alexandre Ankvab          | 23 avril 2020   |
| Chypre du Nord (gouvernement pro-turc)                                                               | Chypre   | Président                                | Ersin Tatar               | 23 octobre 2020 |
| Chypre du Nord (gouvernement pro-turc)                                                               | Chypre   | Premiers ministres (successifs)          | Faiz Sucuoğlu             | 5 novembre 2021 |
| Chypre du Nord (gouvernement pro-turc)                                                               | Chypre   | Premiers ministres (successifs)          | Ersan Saner               | 9 décembre 2020 |
| Kosovo (Région autonome puis République auto-proclamée indépendante de la Serbie) (voir aussi : §12) | Serbie   | Présidents de la République (successifs) | Vjosa Osmani              | 4 avril 2021    |
| Kosovo (Région autonome puis République auto-proclamée indépendante de la Serbie) (voir aussi : §12) | Serbie   | Présidents de la République (successifs) | Glauk Konjufca (intérim)  | 22 mars 2021    |
| Kosovo (Région autonome puis République auto-proclamée indépendante de la Serbie) (voir aussi : §12) | Serbie   | Présidents de la République (successifs) | Vjosa Osmani (intérim)    | 5 novembre 2020 |
| Kosovo (Région autonome puis République auto-proclamée indépendante de la Serbie) (voir aussi : §12) | Serbie   | Premiers ministres (successifs)          | Albin Kurti               | 22 mars 2021    |
| Kosovo (Région autonome puis République auto-proclamée indépendante de la Serbie) (voir aussi : §12) | Serbie   | Premiers ministres (successifs)          | Avdullah Hoti             | 3 juin 2020     |
| Kosovo (Région autonome puis République auto-proclamée indépendante de la Serbie) (voir aussi : §12) | Serbie   | Administrateur de l’ONU                  | Zahir Tanin (Afghanistan) | 9 octobre 2015  |
| Ossétie du Sud-Alanie(État pro-russe sécessionniste de la Géorgie) (voir aussi : §12)                | Géorgie  | Président                                | Anatoli Bibilov           | 21 avril 2017   |
| Ossétie du Sud-Alanie(État pro-russe sécessionniste de la Géorgie) (voir aussi : §12)                | Géorgie  | Premier ministre                         | Gennady Bekoev            | 28 août 2020    |
| Sahara occidental alias République arabe sahraouie démocratique (RASD)                               | Maroc    | Président                                | Brahim Ghali              | 12 juillet 2016 |
| Sahara occidental alias République arabe sahraouie démocratique (RASD)                               | Maroc    | Premier ministre                         | Bouchraya Hammoudi Bayoun | 13 janvier 2020 |
| Taïwan alias République de Chine                                                                     | Chine    | Président de la République               | Tsai Ing-wen              | 20 mai 2016     |
| Taïwan alias République de Chine                                                                     | Chine    | Président du Yuan exécutif               | Su Tseng-chang            | 14 janvier 2019 |

## Entités proches du statut d’État
| Entité                                           | Statut           | Nom               | Depuis le       |
| ------------------------------------------------ | ---------------- | ----------------- | --------------- |
| Autorité palestinienne. (voir aussi : Palestine) | Président        | Mahmoud Abbas     | 15 janvier 2005 |
| Autorité palestinienne. (voir aussi : Palestine) | Premier ministre | Mohammad Shtayyeh | 13 avril 2019   |

## Départements et régions françaises d'outre-mer, collectivités françaises d'outre-mer et territoires français à statut spécial d'outre-mer
Ces entités relèvent de la révision constitutionnelle du 28 mars 2003, relative aux territoires de la République française. 
Mayotte, précédemment collectivité d'outre-mer est devenu un département d'outre-mer le 31 mars 2011.
| Territoire                                                                       | Souveraineté & statut                                            | Fonction                                                                                 | Nom                          | Depuis le         |
| -------------------------------------------------------------------------------- | ---------------------------------------------------------------- | ---------------------------------------------------------------------------------------- | ---------------------------- | ----------------- |
| Île Clipperton                                                                   | France (Domaine public maritime de l'État français)              | Président de la République                                                               | Emmanuel Macron              | 14 mai 2017       |
| Île Clipperton                                                                   | France (Domaine public maritime de l'État français)              | Ministre chargé de l'Outre-mer                                                           | Sébastien Lecornu            | 6 juillet 2020    |
| Île Clipperton                                                                   | France (Domaine public maritime de l'État français)              | Haut-Commissaire                                                                         | Dominique Sorain             | 8 août 2019       |
| Corse                                                                            | France (Collectivité à statut particulier)                       | Président de la République                                                               | Emmanuel Macron              | 14 mai 2017       |
| Corse                                                                            | France (Collectivité à statut particulier)                       | Préfet                                                                                   | Pascal Lelarge               | 24 août 2020      |
| Corse                                                                            | France (Collectivité à statut particulier)                       | Présidents du conseil exécutif                                                           | Gilles Simeoni               | 17 décembre 2015  |
| Domaines français d'Israël Domaine national français en Terre sainte             | France (Possessions de l'État français)                          | Président de la République                                                               | Emmanuel Macron              | 14 mai 2017       |
| Domaines français d'Israël Domaine national français en Terre sainte             | France (Possessions de l'État français)                          | Ministre des Affaires étrangères                                                         | Jean-Yves Le Drian           | 17 mai 2017       |
| Domaines français d'Israël Domaine national français en Terre sainte             | France (Possessions de l'État français)                          | Consul Général de France à Jérusalem                                                     | René Troccaz                 | 30 juillet 2019   |
| Domaines français de Sainte-Hélène                                               | France (Possessions de l'État français)                          | Président de la République                                                               | Emmanuel Macron              | 14 mai 2017       |
| Domaines français de Sainte-Hélène                                               | France (Possessions de l'État français)                          | Ministre des Affaires étrangères                                                         | Jean-Yves Le Drian           | 17 mai 2017       |
| Domaines français de Sainte-Hélène                                               | France (Possessions de l'État français)                          | Consul honoraire de France à Jamestown, Sainte-Hélène                                    | Michel Dancoisne-Martineau   | 1er décembre 1987 |
| Domaines français de Sainte-Hélène                                               | France (Possessions de l'État français)                          | Conservateur                                                                             | Michel Dancoisne-Martineau   | 5 août 1991       |
| Domaines français de Vatican Pieux Établissements de la France à Rome et Lorette | France (Possessions de l'État français)                          | Présidents de la République                                                              | Emmanuel Macron              | 14 mai 2017       |
| Domaines français de Vatican Pieux Établissements de la France à Rome et Lorette | France (Possessions de l'État français)                          | Ministre des Affaires étrangères                                                         | Jean-Yves Le Drian           | 17 mai 2017       |
| Domaines français de Vatican Pieux Établissements de la France à Rome et Lorette | France (Possessions de l'État français)                          | Président de la Congrégation générale                                                    | Élisabeth Beton-Delègue      | 10 avril 2019     |
| Domaines français de Vatican Pieux Établissements de la France à Rome et Lorette | France (Possessions de l'État français)                          | Administrateur de la Fondation des Pieux Établissements de la France à Rome et à Lorette | révérend père Bernard Ardura | 15 avril 2005     |
| Guadeloupe                                                                       | France (Département et région d'outre-mer français)              | Président de la République                                                               | Emmanuel Macron              | 14 mai 2017       |
| Guadeloupe                                                                       | France (Département et région d'outre-mer français)              | Préfet                                                                                   | Xavier Lefort                | 11 janvier 2023   |
| Guadeloupe                                                                       | France (Département et région d'outre-mer français)              | Président du conseil régional                                                            | Ary Chalus                   | 18 décembre 2015  |
| Guadeloupe                                                                       | France (Département et région d'outre-mer français)              | Présidents du conseil départemental (successifs)                                         | Guy Losbar                   | 1er juillet 2021  |
| Guadeloupe                                                                       | France (Département et région d'outre-mer français)              | Présidents du conseil départemental (successifs)                                         | Josette Borel-Lincertin      | 2 avril 2015      |
| Guyane                                                                           | France (Collectivité territoriale unique) française              | Président de la République                                                               | Emmanuel Macron              | 14 mai 2017       |
| Guyane                                                                           | France (Collectivité territoriale unique) française              | Préfet                                                                                   | Thierry Queffelec            | 28 décembre 2020  |
| Guyane                                                                           | France (Collectivité territoriale unique) française              | Présidents de l'Assemblée (successifs)                                                   | Gabriel Serville             | 2 juillet 2021    |
| Guyane                                                                           | France (Collectivité territoriale unique) française              | Présidents de l'Assemblée (successifs)                                                   | Rodolphe Alexandre           | 18 décembre 2015  |
| Hauteville House                                                                 | France (Propriété de la mairie de Paris dans l'île de Guernesey) | Président de la République                                                               | Emmanuel Macron              | 14 mai 2017       |
| Hauteville House                                                                 | France (Propriété de la mairie de Paris dans l'île de Guernesey) | Ministre des Affaires étrangères                                                         | Jean-Yves Le Drian           | 17 mai 2017       |
| Hauteville House                                                                 | France (Propriété de la mairie de Paris dans l'île de Guernesey) | Consul honoraire à Saint Peter Port, Guernsey                                            | Odile Blanchette             | ?                 |
| Hauteville House                                                                 | France (Propriété de la mairie de Paris dans l'île de Guernesey) | Conservatrice                                                                            | Odile Blanchette             | ?                 |
| Martinique                                                                       | France (Collectivité territoriale unique) française              | Président de la République                                                               | Emmanuel Macron              | 14 mai 2017       |
| Martinique                                                                       | France (Collectivité territoriale unique) française              | Préfet                                                                                   | Stanislas Cazelles           | 27 février 2020   |
| Martinique                                                                       | France (Collectivité territoriale unique) française              | Présidents du conseil exécutif (successifs)                                              | Serge Letchimy               | 2 juillet 2021    |
| Martinique                                                                       | France (Collectivité territoriale unique) française              | Présidents du conseil exécutif (successifs)                                              | Alfred Marie-Jeanne          | 18 décembre 2015  |
| Mayotte                                                                          | France (Département d'outre-mer français)                        | Président de la République                                                               | Emmanuel Macron              | 14 mai 2017       |
| Mayotte                                                                          | France (Département d'outre-mer français)                        | Préfets (successifs)                                                                     | Thierry Suquet               | 12 juillet 2021   |
| Mayotte                                                                          | France (Département d'outre-mer français)                        | Préfets (successifs)                                                                     | Claude Vo-Dinh (intérim)     | 5 juillet 2021    |
| Mayotte                                                                          | France (Département d'outre-mer français)                        | Préfets (successifs)                                                                     | Jean-François Colombet       | 29 juillet 2019   |
| Mayotte                                                                          | France (Département d'outre-mer français)                        | Présidents du conseil départemental (successifs)                                         | Ben Issa Ousseni             | 1er juillet 2021  |
| Mayotte                                                                          | France (Département d'outre-mer français)                        | Présidents du conseil départemental (successifs)                                         | Soibahadine Ibrahim Ramadani | 2 avril 2015      |
| Nouvelle-Calédonie                                                               | France (Collectivité sui generis français)                       | Président de la République                                                               | Emmanuel Macron              | 14 mai 2017       |
| Nouvelle-Calédonie                                                               | France (Collectivité sui generis français)                       | Hauts-Commissaires (successifs)                                                          | Patrice Faure                | 12 juin 2021      |
| Nouvelle-Calédonie                                                               | France (Collectivité sui generis français)                       | Hauts-Commissaires (successifs)                                                          | Rémi Bastille (intérim)      | 4 juin 2021       |
| Nouvelle-Calédonie                                                               | France (Collectivité sui generis français)                       | Hauts-Commissaires (successifs)                                                          | Laurent Prévost              | 5 août 2019       |
| Nouvelle-Calédonie                                                               | France (Collectivité sui generis français)                       | Présidents du gouvernement (successifs)                                                  | Louis Mapou                  | 7 juillet 2021    |
| Nouvelle-Calédonie                                                               | France (Collectivité sui generis français)                       | Présidents du gouvernement (successifs)                                                  | Thierry Santa                | 9 juillet 2019    |
| Polynésie française                                                              | France (Collectivité d'outre-mer) français                       | Président de la République                                                               | Emmanuel Macron              | 14 mai 2017       |
| Polynésie française                                                              | France (Collectivité d'outre-mer) français                       | Haut-Commissaire                                                                         | Dominique Sorain             | 8 août 2019       |
| Polynésie française                                                              | France (Collectivité d'outre-mer) français                       | Président                                                                                | Édouard Fritch               | 12 septembre 2014 |
| La Réunion                                                                       | France (Département et région d'outre-mer) français              | Président de la République                                                               | Emmanuel Macron              | 14 mai 2017       |
| La Réunion                                                                       | France (Département et région d'outre-mer) français              | Préfet                                                                                   | Jacques Billant              | 17 juin 2019      |
| La Réunion                                                                       | France (Département et région d'outre-mer) français              | Présidents du Conseil Régional (successifs)                                              | Huguette Bello               | 2 juillet 2021    |
| La Réunion                                                                       | France (Département et région d'outre-mer) français              | Présidents du Conseil Régional (successifs)                                              | Didier Robert                | 26 mars 2011      |
| La Réunion                                                                       | France (Département et région d'outre-mer) français              | Présidente du Conseil Départemental                                                      | Cyrille Melchior             | 18 décembre 2017  |
| Saint-Barthélemy                                                                 | France (Collectivité d'outre-mer) française                      | Président de la République                                                               | Emmanuel Macron              | 14 mai 2017       |
| Saint-Barthélemy                                                                 | France (Collectivité d'outre-mer) française                      | Préfet                                                                                   | Xavier Lefort                | 11 janvier 2023   |
| Saint-Barthélemy                                                                 | France (Collectivité d'outre-mer) française                      | Préfet délégué                                                                           | Vincent Berton               | 28 mars 2022      |
| Saint-Barthélemy                                                                 | France (Collectivité d'outre-mer) française                      | Président du Conseil territorial                                                         | Bruno Magras                 | 15 juillet 2007   |
| Saint-Martin                                                                     | France (Collectivité d'outre-mer) française                      | Président de la République                                                               | Emmanuel Macron              | 14 mai 2017       |
| Saint-Martin                                                                     | France (Collectivité d'outre-mer) française                      | Préfet                                                                                   | Xavier Lefort                | 11 janvier 2023   |
| Saint-Martin                                                                     | France (Collectivité d'outre-mer) française                      | Préfet délégué                                                                           | Vincent Berton               | 28 mars 2022      |
| Saint-Martin                                                                     | France (Collectivité d'outre-mer) française                      | Président du Conseil territorial                                                         | Daniel Gibbs                 | 2 avril 2017      |
| Saint-Pierre-et-Miquelon                                                         | France (Collectivité d'outre-mer) française                      | Président de la République                                                               | Emmanuel Macron              | 14 mai 2017       |
| Saint-Pierre-et-Miquelon                                                         | France (Collectivité d'outre-mer) française                      | Préfets (successifs)                                                                     | Christian Pouget             | 23 janvier 2021   |
| Saint-Pierre-et-Miquelon                                                         | France (Collectivité d'outre-mer) française                      | Préfets (successifs)                                                                     | Thierry Devimeux             | 17 janvier 2017   |
| Saint-Pierre-et-Miquelon                                                         | France (Collectivité d'outre-mer) française                      | Président du Conseil territorial                                                         | Bernard Briand               | 13 décembre 2020  |
| Terres australes et antarctiques françaises                                      | France (Territoire d'outre-mer) français                         | Président de la République                                                               | Emmanuel Macron              | 14 mai 2017       |
| Terres australes et antarctiques françaises                                      | France (Territoire d'outre-mer) français                         | Préfet administrateur supérieur                                                          | Charles Giusti               | 12 octobre 2020   |
| Wallis-et-Futuna                                                                 | France (Collectivité d'outre-mer) française                      | Président de la République                                                               | Emmanuel Macron              | 14 mai 2017       |
| Wallis-et-Futuna                                                                 | France (Collectivité d'outre-mer) française                      | Administrateurs supérieurs (successifs)                                                  | Hervé Jonathan               | 11 janvier 2021   |
| Wallis-et-Futuna                                                                 | France (Collectivité d'outre-mer) française                      | Administrateurs supérieurs (successifs)                                                  | Christophe Lotigié (intérim) | 21 décembre 2020  |
| Wallis-et-Futuna                                                                 | France (Collectivité d'outre-mer) française                      | Présidente de l'Assemblée territoriale                                                   | Nivaleta Iloai               | 26 novembre 2020  |

## Territoires britanniques d'outre-mer et dépendances de la Couronne britannique
Un Territoire britannique d'outre-mer (en anglais, United Kingdom Overseas Territory, anciennement appelé Dependent Territory et plus tôt encore une colonie de la Couronne Crown colony) est l'un des 14 territoires qui trouve sous la souveraineté et le contrôle formel du Royaume-Uni mais qui n'est pas une partie du Royaume proprement dit (Grande-Bretagne et Irlande du Nord). Ils sont les vestiges de l'Empire britannique qui n'ont pas accédé à l'indépendance ou qui ont voté pour rester territoires britanniques.
Une Dépendance de la Couronne (en anglais Crown dependency) désigne les territoires qui sont possession de la Couronne britannique sans pour autant être rattachés au Royaume-Uni (et donc à l’Union européenne), au contraire des territoires britanniques d’outre-mer.
| Territoire                                                                          | Souveraineté & statut | Fonction                                                   | Nom                            | Depuis le                          |
| ----------------------------------------------------------------------------------- | --- | ---------------------------------------------------------- | ------------------------------ | ---------------------------------- |
| Akrotiri et Dhekelia                                                                | Royaume-Uni (Base militaire souveraine)                                                                                        | Reine                                                      | Élisabeth II                   | 6 février 1952                     |
| Akrotiri et Dhekelia                                                                | Royaume-Uni (Base militaire souveraine)                                                                                        | Administrateur                                             | Rob Thomson                    | 26 septembre 2019                  |
| Anguilla                                                                            | Royaume-Uni (Territoire britannique d'outre-mer)                                                                               | Reine                                                      | Élisabeth II                   | 6 février 1952                     |
| Anguilla                                                                            | Royaume-Uni (Territoire britannique d'outre-mer)                                                                               | Gouverneurs (successifs)                                   | Dileeni Daniel-Selvaratnam     | 18 janvier 2021                    |
| Anguilla                                                                            | Royaume-Uni (Territoire britannique d'outre-mer)                                                                               | Gouverneurs (successifs)                                   | Perin Bradley (intérim)        | 30 décembre 2020                   |
| Anguilla                                                                            | Royaume-Uni (Territoire britannique d'outre-mer)                                                                               | Premier                                                    | Ellis Webster                  | 30 juin 2020                       |
| Antarctique (Territoire britannique de l') (British Antarctic Territory - BAT)      | Royaume-Uni (Territoire britannique d'outre-mer) (Régi par le Traité sur l'Antarctique ; contesté par l'Argentine et le Chili) | Reine                                                      | Élisabeth II                   | 6 février 1952                     |
| Antarctique (Territoire britannique de l') (British Antarctic Territory - BAT)      | Royaume-Uni (Territoire britannique d'outre-mer) (Régi par le Traité sur l'Antarctique ; contesté par l'Argentine et le Chili) | Commissaire                                                | Ben Merrick                    | 2 août 2017                        |
| Antarctique (Territoire britannique de l') (British Antarctic Territory - BAT)      | Royaume-Uni (Territoire britannique d'outre-mer) (Régi par le Traité sur l'Antarctique ; contesté par l'Argentine et le Chili) | Administrateur                                             | Stuart Doubleday               | 15 février 2016                    |
| Ascension                                                                           | Sainte-Hélène, Ascension et Tristan da Cunha (Dépendance)                                                                      | Gouverneur de Sainte-Hélène, Ascension et Tristan da Cunha | Philip Rushbrook               | 11 mai 2019                        |
| Ascension                                                                           | Sainte-Hélène, Ascension et Tristan da Cunha (Dépendance)                                                                      | Administrateurs de l'Île de l'Ascension                    | Xander Halliwell, (intérim)    | 12 décembre 2021                   |
| Ascension                                                                           | Sainte-Hélène, Ascension et Tristan da Cunha (Dépendance)                                                                      | Administrateurs de l'Île de l'Ascension                    | Xander Halliwell, (intérim)    | 19 octobre 2021 - 30 octobre 2021  |
| Ascension                                                                           | Sainte-Hélène, Ascension et Tristan da Cunha (Dépendance)                                                                      | Administrateurs de l'Île de l'Ascension                    | Xander Halliwell, (intérim)    | 25 juin 2021 - 28 août 2021        |
| Ascension                                                                           | Sainte-Hélène, Ascension et Tristan da Cunha (Dépendance)                                                                      | Administrateurs de l'Île de l'Ascension                    | Xander Halliwell (intérim)     | 13 décembre 2020 - 12 janvier 2021 |
| Ascension                                                                           | Sainte-Hélène, Ascension et Tristan da Cunha (Dépendance)                                                                      | Administrateurs de l'Île de l'Ascension                    | Sean Burns                     | 15 mars 2020                       |
| Aurigny                                                                             | Guernesey (Dépendance) | Lieutenant-gouverneur de Guernesey                         | Ian Corder                     | 14 mars 2016                       |
| Aurigny                                                                             | Guernesey (Dépendance) | Bailli de Guernesey                                        | Richard McMahon                | 9 mai 2020                         |
| Aurigny                                                                             | Guernesey (Dépendance) | Ministre en chef de Guernesey                              | Peter Ferbrache                | 16 octobre 2020                    |
| Aurigny                                                                             | Guernesey (Dépendance) | Président des États (Chef du gouvernement)                 | William Tate                   | 28 juin 2019                       |
| Bermudes                                                                            | Royaume-Uni (Territoire britannique d'outre-mer)                                                                               | Reine                                                      | Élisabeth II                   | 6 février 1952                     |
| Bermudes                                                                            | Royaume-Uni (Territoire britannique d'outre-mer)                                                                               | Gouverneur                                                 | Rena Lalgie                    | 14 décembre 2020                   |
| Bermudes                                                                            | Royaume-Uni (Territoire britannique d'outre-mer)                                                                               | Premier ministre                                           | David Burt                     | 19 juillet 2017                    |
| Brecqhou                                                                            | Guernesey (Dépendance) | Lieutenant-gouverneur de Guernesey                         | Ian Corder                     | 4 mars 2016                        |
| Brecqhou                                                                            | Guernesey (Dépendance) | Bailli de Guernesey                                        | Richard McMahon                | 9 mai 2020                         |
| Brecqhou                                                                            | Guernesey (Dépendance) | Ministre en chef de Guernesey                              | Peter Ferbrache                | 16 octobre 2020                    |
| Brecqhou                                                                            | Guernesey (Dépendance) | Tenant                                                     | situation peu claire           | 10 janvier 2021                    |
| Brecqhou                                                                            | Guernesey (Dépendance) | Tenant                                                     | David Barclay                  | 1993                               |
| Caïmans (îles)                                                                      | Royaume-Uni (Territoire britannique d'outre-mer)                                                                               | Reine                                                      | Élisabeth II                   | 6 février 1952                     |
| Caïmans (îles)                                                                      | Royaume-Uni (Territoire britannique d'outre-mer)                                                                               | Gouverneur                                                 | Martyn Roper                   | 29 octobre 2018                    |
| Caïmans (îles)                                                                      | Royaume-Uni (Territoire britannique d'outre-mer)                                                                               | Premiers (successifs)                                      | Wayne Panton                   | 21 avril 2021                      |
| Caïmans (îles)                                                                      | Royaume-Uni (Territoire britannique d'outre-mer)                                                                               | Premiers (successifs)                                      | Alden McLaughlin               | 29 mai 2013                        |
| Falkland (îles) (alias îles Malouines)                                              | Royaume-Uni (Territoire britannique d'outre-mer)                                                                               | Reine                                                      | Élisabeth II                   | 6 février 1952                     |
| Falkland (îles) (alias îles Malouines)                                              | Royaume-Uni (Territoire britannique d'outre-mer)                                                                               | Gouverneur                                                 | Nigel Phillips                 | 12 septembre 2017                  |
| Falkland (îles) (alias îles Malouines)                                              | Royaume-Uni (Territoire britannique d'outre-mer)                                                                               | Premiers ministres (successifs)                            | Andy Keeling                   | 1er mai 2021                       |
| Falkland (îles) (alias îles Malouines)                                              | Royaume-Uni (Territoire britannique d'outre-mer)                                                                               | Premiers ministres (successifs)                            | Barry Rowland                  | 6 octobre 2016                     |
| Géorgie du Sud-et-les îles Sandwich du Sud                                          | Royaume-Uni (Territoire britannique d'outre-mer) (revendiqué par l'Argentine)                                                  | Reine                                                      | Élisabeth II                   | 6 février 1952                     |
| Géorgie du Sud-et-les îles Sandwich du Sud                                          | Royaume-Uni (Territoire britannique d'outre-mer) (revendiqué par l'Argentine)                                                  | Commissaire                                                | Nigel Phillips                 | 12 septembre 2017                  |
| Géorgie du Sud-et-les îles Sandwich du Sud                                          | Royaume-Uni (Territoire britannique d'outre-mer) (revendiqué par l'Argentine)                                                  | Senior Executive Officers (successifs)                     | Laura Sinclair Willis          | Juin 2021                          |
| Géorgie du Sud-et-les îles Sandwich du Sud                                          | Royaume-Uni (Territoire britannique d'outre-mer) (revendiqué par l'Argentine)                                                  | Senior Executive Officers (successifs)                     | Helen Havercroft               | Juin 2018                          |
| Gibraltar                                                                           | Royaume-Uni (Territoire britannique d'outre-mer)                                                                               | Reine                                                      | Élisabeth II                   | 6 février 1952                     |
| Gibraltar                                                                           | Royaume-Uni (Territoire britannique d'outre-mer)                                                                               | Gouverneur                                                 | David Steel                    | 11 juin 2020                       |
| Gibraltar                                                                           | Royaume-Uni (Territoire britannique d'outre-mer)                                                                               | Premier ministre                                           | Fabian Picardo                 | 9 décembre 2011                    |
| Guernesey                                                                           | Royaume-Uni (Dépendance de la Couronne britannique)                                                                            | La Reine, Duc de Normandie                                 | Élisabeth II                   | 6 février 1952                     |
| Guernesey                                                                           | Royaume-Uni (Dépendance de la Couronne britannique)                                                                            | Lieutenant-gouverneur                                      | Ian Corder                     | 4 mars 2016                        |
| Guernesey                                                                           | Royaume-Uni (Dépendance de la Couronne britannique)                                                                            | Bailli                                                     | Richard McMahon                | 9 mai 2020                         |
| Guernesey                                                                           | Royaume-Uni (Dépendance de la Couronne britannique)                                                                            | Ministre en chef de Guernesey                              | Peter Ferbrache                | 16 octobre 2020                    |
| Herm                                                                                | Guernesey (Dépendance) | Lieutenant-gouverneur de Guernesey                         | Ian Corder                     | 4 mars 2016                        |
| Herm                                                                                | Guernesey (Dépendance) | Bailli de Guernesey                                        | Richard McMahon                | 9 mai 2020                         |
| Herm                                                                                | Guernesey (Dépendance) | Ministre en chef de Guernesey                              | Peter Ferbrache                | 16 octobre 2020                    |
| Herm                                                                                | Guernesey (Dépendance) | Tenant                                                     | John Singer                    | 1er octobre 2008                   |
| Jersey                                                                              | Royaume-Uni (Dépendance de la Couronne britannique)                                                                            | La Reine, Duc de Normandie                                 | Élisabeth II                   | 6 février 1952                     |
| Jersey                                                                              | Royaume-Uni (Dépendance de la Couronne britannique)                                                                            | Lieutenant-gouverneur                                      | Stephen Dalton                 | 26 septembre 2011                  |
| Jersey                                                                              | Royaume-Uni (Dépendance de la Couronne britannique)                                                                            | Bailli                                                     | Tim Le Cocq                    | 12 octobre 2019                    |
| Jersey                                                                              | Royaume-Uni (Dépendance de la Couronne britannique)                                                                            | Ministre en chef de Jersey                                 | John Le Fondré Jr              | 4 juin 2018                        |
| Jéthou                                                                              | Guernesey (Dépendance) | Lieutenant-gouverneur de Guernesey                         | Ian Corder                     | 4 mars 2016                        |
| Jéthou                                                                              | Guernesey (Dépendance) | Bailli de Guernesey                                        | Richard McMahon                | 9 mai 2020                         |
| Jéthou                                                                              | Guernesey (Dépendance) | Ministre en chef de Guernesey                              | Peter Ferbrache                | 16 octobre 2020                    |
| Jéthou                                                                              | Guernesey (Dépendance) | Subtenant                                                  | Peter Ogden                    | 1994                               |
| Man (île de)                                                                        | Royaume-Uni (Dépendance de la Couronne britannique)                                                                            | La Reine, Seigneur de Man                                  | Élisabeth II                   | 6 février 1952                     |
| Man (île de)                                                                        | Royaume-Uni (Dépendance de la Couronne britannique)                                                                            | Lieutenant-gouverneurs (successifs)                        | sir John Lorimer               | 29 septembre 2021                  |
| Man (île de)                                                                        | Royaume-Uni (Dépendance de la Couronne britannique)                                                                            | Lieutenant-gouverneurs (successifs)                        | Andrew Corlett (intérim)       | 27 août 2021                       |
| Man (île de)                                                                        | Royaume-Uni (Dépendance de la Couronne britannique)                                                                            | Lieutenant-gouverneurs (successifs)                        | sir Richard Gozney             | 27 mai 2016                        |
| Man (île de)                                                                        | Royaume-Uni (Dépendance de la Couronne britannique)                                                                            | Premier deemster                                           | Andrew Corlett                 | 10 juillet 2018                    |
| Man (île de)                                                                        | Royaume-Uni (Dépendance de la Couronne britannique)                                                                            | Premiers ministres (successifs)                            | Alfred Cannan                  | 12 octobre 2021                    |
| Man (île de)                                                                        | Royaume-Uni (Dépendance de la Couronne britannique)                                                                            | Premiers ministres (successifs)                            | Howard Quayle                  | 11 octobre 2011                    |
| Montserrat                                                                          | Royaume-Uni (Territoire britannique d'outre-mer)                                                                               | Reine                                                      | Élisabeth II                   | 6 février 1952                     |
| Montserrat                                                                          | Royaume-Uni (Territoire britannique d'outre-mer)                                                                               | Gouverneur                                                 | Andrew Pearce                  | 1er février 2018                   |
| Montserrat                                                                          | Royaume-Uni (Territoire britannique d'outre-mer)                                                                               | Premier ministre                                           | Easton Taylor-Farrell          | 19 novembre 2019                   |
| Océan Indien (Territoire britannique de l') (British Indian Ocean Territory - BIOT) | Royaume-Uni (Territoire britannique d'outre-mer)                                                                               | Reine                                                      | Élisabeth II                   | 6 février 1952                     |
| Océan Indien (Territoire britannique de l') (British Indian Ocean Territory - BIOT) | Royaume-Uni (Territoire britannique d'outre-mer)                                                                               | Commissaire                                                | Ben Merrick                    | août 2017                          |
| Océan Indien (Territoire britannique de l') (British Indian Ocean Territory - BIOT) | Royaume-Uni (Territoire britannique d'outre-mer)                                                                               | Administratrateur                                          | Kit Pyman                      | Janvier 2020                       |
| Océan Indien (Territoire britannique de l') (British Indian Ocean Territory - BIOT) | Royaume-Uni (Territoire britannique d'outre-mer)                                                                               | Représentants du commissaire (successifs)                  | Steven R. Drysdale             | 19 février 2021                    |
| Océan Indien (Territoire britannique de l') (British Indian Ocean Territory - BIOT) | Royaume-Uni (Territoire britannique d'outre-mer)                                                                               | Représentants du commissaire (successifs)                  | Kay Burbidge                   | 19 avril 2019                      |
| Pitcairn (îles)                                                                     | Royaume-Uni (Territoire britannique d'outre-mer)                                                                               | Reine                                                      | Élisabeth II                   | 6 février 1952                     |
| Pitcairn (îles)                                                                     | Royaume-Uni (Territoire britannique d'outre-mer)                                                                               | Gouverneure                                                | Laura Clarke                   | 23 janvier 2018                    |
| Pitcairn (îles)                                                                     | Royaume-Uni (Territoire britannique d'outre-mer)                                                                               | Maire                                                      | Charlene Warren-Peu            | 1er janvier 2020                   |
| Rockall (Écosse)                                                                    | Écosse (Îlot inhabité et isolé rattaché au Conseil unitaire Hébrides extérieures)                                              | Secrétaire d'État pour l'Écosse                            | Alister Jack                   | 25 juillet 2019                    |
| Rockall (Écosse)                                                                    | Écosse (Îlot inhabité et isolé rattaché au Conseil unitaire Hébrides extérieures)                                              | Premier ministre d'Écosse                                  | Nicola Sturgeon                | 19 novembre 2014                   |
| Rockall (Écosse)                                                                    | Écosse (Îlot inhabité et isolé rattaché au Conseil unitaire Hébrides extérieures)                                              | Président du Conseil des Hébrides Extérieures              | Norman A Macdonald             | 10 mai 2012                        |
| Sainte-Hélène, Ascension et Tristan da Cunha                                        | Royaume-Uni (Territoire britannique d'outre-mer)                                                                               | Reine                                                      | Élisabeth II                   | 6 février 1952                     |
| Sainte-Hélène, Ascension et Tristan da Cunha                                        | Royaume-Uni (Territoire britannique d'outre-mer)                                                                               | Gouverneur                                                 | Philip Rushbrook               | 11 mai 2019                        |
| Sainte-Hélène, Ascension et Tristan da Cunha                                        | Royaume-Uni (Territoire britannique d'outre-mer)                                                                               | Premier ministre                                           | Julie Dorne Thomas             | 25 octobre 2021                    |
| Sercq                                                                               | Guernesey (Dépendance) | Lieutenant-gouverneur de Guernesey                         | Ian Corder                     | 4 mars 2016                        |
| Sercq                                                                               | Guernesey (Dépendance) | Bailli de Guernesey                                        | Richard McMahon                | 9 mai 2020                         |
| Sercq                                                                               | Guernesey (Dépendance) | Ministre en chef de Guernesey                              | Peter Ferbrache                | 16 octobre 2020                    |
| Sercq                                                                               | Guernesey (Dépendance) | Seigneur                                                   | Christopher Beaumont           | 3 juillet 2016                     |
| Tristan da Cunha                                                                    | Sainte-Hélène, Ascension et Tristan da Cunha (Dépendance)                                                                      | Gouverneur de Sainte-Hélène, Ascension et Tristan da Cunha | Philip Rushbrook               | 11 mai 2019                        |
| Tristan da Cunha                                                                    | Sainte-Hélène, Ascension et Tristan da Cunha (Dépendance)                                                                      | Administrateurs (successifs)                               | Steve Townsend                 | octobre 2021                       |
| Tristan da Cunha                                                                    | Sainte-Hélène, Ascension et Tristan da Cunha (Dépendance)                                                                      | Administrateurs (successifs)                               | Fiona Kilpatrick               | juillet 2021                       |
| Tristan da Cunha                                                                    | Sainte-Hélène, Ascension et Tristan da Cunha (Dépendance)                                                                      | Administrateurs (successifs)                               | Steve Townsend                 | 22 avril 2021                      |
| Tristan da Cunha                                                                    | Sainte-Hélène, Ascension et Tristan da Cunha (Dépendance)                                                                      | Administrateurs (successifs)                               | Fiona Kilpatrick               | 31 janvier 2021                    |
| Tristan da Cunha                                                                    | Sainte-Hélène, Ascension et Tristan da Cunha (Dépendance)                                                                      | Administrateurs (successifs)                               | Steve Townsend                 | 31 octobre 2020                    |
| Turques-et-Caïques (îles)                                                           | Royaume-Uni (Territoire britannique d'outre-mer)                                                                               | Reine                                                      | Élisabeth II                   | 6 février 1952                     |
| Turques-et-Caïques (îles)                                                           | Royaume-Uni (Territoire britannique d'outre-mer)                                                                               | Gouverneur                                                 | Nigel Dakin                    | 15 juillet 2019                    |
| Turques-et-Caïques (îles)                                                           | Royaume-Uni (Territoire britannique d'outre-mer)                                                                               | Premiers ministres (successifs)                            | Washington Misick              | 20 février 2021                    |
| Turques-et-Caïques (îles)                                                           | Royaume-Uni (Territoire britannique d'outre-mer)                                                                               | Premiers ministres (successifs)                            | Sharlene Cartwright-Robinson   | 20 décembre 2016                   |
| Vierges (îles britanniques)                                                         | Royaume-Uni (Territoire britannique d'outre-mer)                                                                               | Reine                                                      | Élisabeth II                   | 6 février 1952                     |
| Vierges (îles britanniques)                                                         | Royaume-Uni (Territoire britannique d'outre-mer)                                                                               | Gouverneurs (successifs)                                   | John Rankin                    | 29 janvier 2021                    |
| Vierges (îles britanniques)                                                         | Royaume-Uni (Territoire britannique d'outre-mer)                                                                               | Gouverneurs (successifs)                                   | David D. Archer, Jr. (intérim) | 22 janvier 2021                    |
| Vierges (îles britanniques)                                                         | Royaume-Uni (Territoire britannique d'outre-mer)                                                                               | Gouverneurs (successifs)                                   | Gus Jaspert                    | 22 août 2017                       |
| Vierges (îles britanniques)                                                         | Royaume-Uni (Territoire britannique d'outre-mer)                                                                               | Premier ministre                                           | Andrew Fahie                   | 23 février 2019                    |

## Territoires spéciaux des États-Unis
| Territoires                                                                                                | Souveraineté & statut                                                                           | Fonction                             | Nom                       | Depuis le         |
| --- | ----------------------------------------------------------------------------------------------- | ------------------------------------ | ------------------------- | ----------------- |
| Île Baker (Pacific Remote Islands Marine National Monument, Île mineure éloignée des États-Unis)           | États-Unis (Territoire non incorporé, non organisé, inhabité)                                   | Présidents (successifs)              | Joe Biden                 | 20 janvier 2021   |
| Île Baker (Pacific Remote Islands Marine National Monument, Île mineure éloignée des États-Unis)           | États-Unis (Territoire non incorporé, non organisé, inhabité)                                   | Présidents (successifs)              | Donald Trump              | 20 janvier 2017   |
| Île Baker (Pacific Remote Islands Marine National Monument, Île mineure éloignée des États-Unis)           | États-Unis (Territoire non incorporé, non organisé, inhabité)                                   | Directrices de la USFWS (successifs) | Martha Williams (intérim) | 20 janvier 2021   |
| Île Baker (Pacific Remote Islands Marine National Monument, Île mineure éloignée des États-Unis)           | États-Unis (Territoire non incorporé, non organisé, inhabité)                                   | Directrices de la USFWS (successifs) | Aurelia Skipwith          | 6 janvier 2020    |
| Guam | États-Unis (Territoire non incorporé, organisé)                                                 | Présidents (successifs)              | Joe Biden                 | 20 janvier 2021   |
| Guam | États-Unis (Territoire non incorporé, organisé)                                                 | Présidents (successifs)              | Donald Trump              | 20 janvier 2017   |
| Guam | États-Unis (Territoire non incorporé, organisé)                                                 | Gouverneur                           | Lou Leon Guerrero         | 7 janvier 2019    |
| Guantanamo Bay                                                                                             | États-Unis (Base militaire louée aux États-Unis)                                                | Commandants de la base (successifs)  | Samuel White              | 17 juin 2021      |
| Guantanamo Bay                                                                                             | États-Unis (Base militaire louée aux États-Unis)                                                | Commandants de la base (successifs)  | John A. Fischer           | 21 juin 2018      |
| Île Howland (Pacific Remote Islands Marine National Monument, Île mineure éloignée des États-Unis)         | États-Unis (Territoire non incorporé, non organisé, inhabité)                                   | Présidents (successifs)              | Joe Biden                 | 20 janvier 2021   |
| Île Howland (Pacific Remote Islands Marine National Monument, Île mineure éloignée des États-Unis)         | États-Unis (Territoire non incorporé, non organisé, inhabité)                                   | Présidents (successifs)              | Donald Trump              | 20 janvier 2017   |
| Île Howland (Pacific Remote Islands Marine National Monument, Île mineure éloignée des États-Unis)         | États-Unis (Territoire non incorporé, non organisé, inhabité)                                   | Directrices de la USFWS (successifs) | Martha Williams (intérim) | 20 janvier 2021   |
| Île Howland (Pacific Remote Islands Marine National Monument, Île mineure éloignée des États-Unis)         | États-Unis (Territoire non incorporé, non organisé, inhabité)                                   | Directrices de la USFWS (successifs) | Aurelia Skipwith          | 6 janvier 2020    |
| Île Jarvis (Pacific Remote Islands Marine National Monument, Île mineure éloignée des États-Unis)          | États-Unis (Territoire non incorporé, non organisé, inhabité)                                   | Présidents (successifs)              | Joe Biden                 | 20 janvier 2021   |
| Île Jarvis (Pacific Remote Islands Marine National Monument, Île mineure éloignée des États-Unis)          | États-Unis (Territoire non incorporé, non organisé, inhabité)                                   | Présidents (successifs)              | Donald Trump              | 20 janvier 2017   |
| Île Jarvis (Pacific Remote Islands Marine National Monument, Île mineure éloignée des États-Unis)          | États-Unis (Territoire non incorporé, non organisé, inhabité)                                   | Directrices de la USFWS (successifs) | Martha Williams (intérim) | 20 janvier 2021   |
| Île Jarvis (Pacific Remote Islands Marine National Monument, Île mineure éloignée des États-Unis)          | États-Unis (Territoire non incorporé, non organisé, inhabité)                                   | Directrices de la USFWS (successifs) | Aurelia Skipwith          | 6 janvier 2020    |
| Atoll Johnston (Pacific Remote Islands Marine National Monument, Île mineure éloignée des États-Unis)      | États-Unis (Territoire non incorporé, non organisé, inhabité)                                   | Présidents (successifs)              | Joe Biden                 | 20 janvier 2021   |
| Atoll Johnston (Pacific Remote Islands Marine National Monument, Île mineure éloignée des États-Unis)      | États-Unis (Territoire non incorporé, non organisé, inhabité)                                   | Présidents (successifs)              | Donald Trump              | 20 janvier 2017   |
| Atoll Johnston (Pacific Remote Islands Marine National Monument, Île mineure éloignée des États-Unis)      | États-Unis (Territoire non incorporé, non organisé, inhabité)                                   | Directrices de la USFWS (successifs) | Martha Williams (intérim) | 20 janvier 2021   |
| Atoll Johnston (Pacific Remote Islands Marine National Monument, Île mineure éloignée des États-Unis)      | États-Unis (Territoire non incorporé, non organisé, inhabité)                                   | Directrices de la USFWS (successifs) | Aurelia Skipwith          | 6 janvier 2020    |
| Récif Kingman (Pacific Remote Islands Marine National Monument, Île mineure éloignée des États-Unis)       | États-Unis (Territoire non incorporé, non organisé, inhabité)                                   | Présidents (successifs)              | Joe Biden                 | 20 janvier 2021   |
| Récif Kingman (Pacific Remote Islands Marine National Monument, Île mineure éloignée des États-Unis)       | États-Unis (Territoire non incorporé, non organisé, inhabité)                                   | Présidents (successifs)              | Donald Trump              | 20 janvier 2017   |
| Récif Kingman (Pacific Remote Islands Marine National Monument, Île mineure éloignée des États-Unis)       | États-Unis (Territoire non incorporé, non organisé, inhabité)                                   | Directrices de la USFWS (successifs) | Martha Williams (intérim) | 20 janvier 2021   |
| Récif Kingman (Pacific Remote Islands Marine National Monument, Île mineure éloignée des États-Unis)       | États-Unis (Territoire non incorporé, non organisé, inhabité)                                   | Directrices de la USFWS (successifs) | Aurelia Skipwith          | 6 janvier 2020    |
| Mariannes du Nord (îles)                                                                                   | États-Unis (État libre associé, non incorporé, organisé)                                        | Présidents (successifs)              | Joe Biden                 | 20 janvier 2021   |
| Mariannes du Nord (îles)                                                                                   | États-Unis (État libre associé, non incorporé, organisé)                                        | Présidents (successifs)              | Donald Trump              | 20 janvier 2017   |
| Mariannes du Nord (îles)                                                                                   | États-Unis (État libre associé, non incorporé, organisé)                                        | Gouverneur                           | Ralph Torres              | 29 décembre 2015  |
| Midway (îles) (Pacific Remote Islands Marine National Monument, Île mineure éloignée des États-Unis)       | États-Unis (Territoire non incorporé, non organisé, inhabité)                                   | Présidents (successifs)              | Joe Biden                 | 20 janvier 2021   |
| Midway (îles) (Pacific Remote Islands Marine National Monument, Île mineure éloignée des États-Unis)       | États-Unis (Territoire non incorporé, non organisé, inhabité)                                   | Présidents (successifs)              | Donald Trump              | 20 janvier 2017   |
| Midway (îles) (Pacific Remote Islands Marine National Monument, Île mineure éloignée des États-Unis)       | États-Unis (Territoire non incorporé, non organisé, inhabité)                                   | Directrices de la USFWS (successifs) | Martha Williams (intérim) | 20 janvier 2021   |
| Midway (îles) (Pacific Remote Islands Marine National Monument, Île mineure éloignée des États-Unis)       | États-Unis (Territoire non incorporé, non organisé, inhabité)                                   | Directrices de la USFWS (successifs) | Aurelia Skipwith          | 6 janvier 2020    |
| Navasse (Île de la) (Pacific Remote Islands Marine National Monument, Île mineure éloignée des États-Unis) | États-Unis (Territoire non incorporé, non organisé, inhabité, revendiqué par Haïti)             | Présidents (successifs)              | Joe Biden                 | 20 janvier 2021   |
| Navasse (Île de la) (Pacific Remote Islands Marine National Monument, Île mineure éloignée des États-Unis) | États-Unis (Territoire non incorporé, non organisé, inhabité, revendiqué par Haïti)             | Présidents (successifs)              | Donald Trump              | 20 janvier 2017   |
| Navasse (Île de la) (Pacific Remote Islands Marine National Monument, Île mineure éloignée des États-Unis) | États-Unis (Territoire non incorporé, non organisé, inhabité, revendiqué par Haïti)             | Directrices de la USFWS (successifs) | Martha Williams (intérim) | 20 janvier 2021   |
| Navasse (Île de la) (Pacific Remote Islands Marine National Monument, Île mineure éloignée des États-Unis) | États-Unis (Territoire non incorporé, non organisé, inhabité, revendiqué par Haïti)             | Directrices de la USFWS (successifs) | Aurelia Skipwith          | 6 janvier 2020    |
| Atoll Palmyra (Pacific Remote Islands Marine National Monument, Île mineure éloignée des États-Unis)       | États-Unis (Territoire incorporé, non organisé)                                                 | Présidents (successifs)              | Joe Biden                 | 20 janvier 2021   |
| Atoll Palmyra (Pacific Remote Islands Marine National Monument, Île mineure éloignée des États-Unis)       | États-Unis (Territoire incorporé, non organisé)                                                 | Présidents (successifs)              | Donald Trump              | 20 janvier 2017   |
| Atoll Palmyra (Pacific Remote Islands Marine National Monument, Île mineure éloignée des États-Unis)       | États-Unis (Territoire incorporé, non organisé)                                                 | Directrices de la USFWS (successifs) | Martha Williams (intérim) | 20 janvier 2021   |
| Atoll Palmyra (Pacific Remote Islands Marine National Monument, Île mineure éloignée des États-Unis)       | États-Unis (Territoire incorporé, non organisé)                                                 | Directrices de la USFWS (successifs) | Aurelia Skipwith          | 6 janvier 2020    |
| Atoll Palmyra (Pacific Remote Islands Marine National Monument, Île mineure éloignée des États-Unis)       | États-Unis (Territoire incorporé, non organisé)                                                 | Gestionnaire                         | Chad Wiggins              | 4 juin 2019       |
| Porto Rico                                                                                                 | États-Unis (État libre associé, non incorporé, organisé)                                        | Présidents (successifs)              | Joe Biden                 | 20 janvier 2021   |
| Porto Rico                                                                                                 | États-Unis (État libre associé, non incorporé, organisé)                                        | Présidents (successifs)              | Donald Trump              | 20 janvier 2017   |
| Porto Rico                                                                                                 | États-Unis (État libre associé, non incorporé, organisé)                                        | Gouverneurs (successifs)             | Pedro Pierluisi           | 2 janvier 2021    |
| Porto Rico                                                                                                 | États-Unis (État libre associé, non incorporé, organisé)                                        | Gouverneurs (successifs)             | Wanda Vázquez Garced      | 7 août 2019       |
| Samoa américaines (îles)                                                                                   | États-Unis (Territoire non incorporé, non organisé)                                             | Présidents (successifs)              | Joe Biden                 | 20 janvier 2021   |
| Samoa américaines (îles)                                                                                   | États-Unis (Territoire non incorporé, non organisé)                                             | Présidents (successifs)              | Donald Trump              | 20 janvier 2017   |
| Samoa américaines (îles)                                                                                   | États-Unis (Territoire non incorporé, non organisé)                                             | Gouverneur (successifs)              | Lemanu Peleti Mauga       | 3 janvier 2021    |
| Samoa américaines (îles)                                                                                   | États-Unis (Territoire non incorporé, non organisé)                                             | Gouverneur (successifs)              | Lolo Matalasi Moliga      | 3 janvier 2013    |
| Vierges américaines (îles)                                                                                 | États-Unis (Territoire non incorporé, organisé)                                                 | Présidents (successifs)              | Joe Biden                 | 20 janvier 2021   |
| Vierges américaines (îles)                                                                                 | États-Unis (Territoire non incorporé, organisé)                                                 | Présidents (successifs)              | Donald Trump              | 20 janvier 2017   |
| Vierges américaines (îles)                                                                                 | États-Unis (Territoire non incorporé, organisé)                                                 | Gouverneur                           | Albert Bryan              | 7 janvier 2019    |
| Wake (atoll) (Pacific Remote Islands Marine National Monument, Île mineure éloignée des États-Unis)        | États-Unis (Territoire non incorporé, non organisé, inhabité, revendiqué par les Îles Marshall) | Présidents (successifs)              | Joe Biden                 | 20 janvier 2021   |
| Wake (atoll) (Pacific Remote Islands Marine National Monument, Île mineure éloignée des États-Unis)        | États-Unis (Territoire non incorporé, non organisé, inhabité, revendiqué par les Îles Marshall) | Présidents (successifs)              | Donald Trump              | 20 janvier 2017   |
| Wake (atoll) (Pacific Remote Islands Marine National Monument, Île mineure éloignée des États-Unis)        | États-Unis (Territoire non incorporé, non organisé, inhabité, revendiqué par les Îles Marshall) | Administrateurs (successifs)         | Keone Nakoa (intérim)     | 14 septembre 2021 |
| Wake (atoll) (Pacific Remote Islands Marine National Monument, Île mineure éloignée des États-Unis)        | États-Unis (Territoire non incorporé, non organisé, inhabité, revendiqué par les Îles Marshall) | Administrateurs (successifs)         | Nikolao Pula (intérim)    | 20 janvier 2021   |
| Wake (atoll) (Pacific Remote Islands Marine National Monument, Île mineure éloignée des États-Unis)        | États-Unis (Territoire non incorporé, non organisé, inhabité, revendiqué par les Îles Marshall) | Administrateurs (successifs)         | Douglas Domenech          | 18 septembre 2017 |
| Wake (atoll) (Pacific Remote Islands Marine National Monument, Île mineure éloignée des États-Unis)        | États-Unis (Territoire non incorporé, non organisé, inhabité, revendiqué par les Îles Marshall) | Gouverneurs (successifs)             | Craig A. Smith (intérim)  | 20 janvier 2021   |
| Wake (atoll) (Pacific Remote Islands Marine National Monument, Île mineure éloignée des États-Unis)        | États-Unis (Territoire non incorporé, non organisé, inhabité, revendiqué par les Îles Marshall) | Gouverneurs (successifs)             | Thomas E. Ayres           | 18 février 2018   |

## Territoires extérieurs, intérieurs et associés de l'Australie
Les territoires sont classés par ordre alphabétique de la partie principale de leur nom.
| Territoires                                                                 | Souveraineté et statut                                                                                               | Fonction                                                                  | Nom                   | Depuis le         |
| --------------------------------------------------------------------------- | --- | ------------------------------------------------------------------------- | --------------------- | ----------------- |
| Ashmore-et-Cartier (îles) (Ashmore and Cartier Islands)                     | Australie (Territoire extérieur)                                                                                     | Reine d'Australie                                                         | Élisabeth II          | 6 février 1952    |
| Ashmore-et-Cartier (îles) (Ashmore and Cartier Islands)                     | Australie (Territoire extérieur)                                                                                     | Gouverneur général                                                        | David Hurley          | 1er juillet 2019  |
| Ashmore-et-Cartier (îles) (Ashmore and Cartier Islands)                     | Australie (Territoire extérieur)                                                                                     | Ministre australian déléguée au Développement régional et aux Territoires | Nola Marino           | 29 mai 2019       |
| Christmas (île) (Christmas Island)                                          | Australie (Territoire extérieur)                                                                                     | Reine d'Australie                                                         | Élisabeth II          | 6 février 1952    |
| Christmas (île) (Christmas Island)                                          | Australie (Territoire extérieur)                                                                                     | Gouverneur général                                                        | David Hurley          | 1er juillet 2019  |
| Christmas (île) (Christmas Island)                                          | Australie (Territoire extérieur)                                                                                     | Administratrice                                                           | Natasha Griggs        | 5 octobre 2017    |
| Christmas (île) (Christmas Island)                                          | Australie (Territoire extérieur)                                                                                     | Président du comté                                                        | Gordon Thomson        | 21 octobre 2013   |
| Cocos (îles) (Cocos (Keeling) Islands)                                      | Australie (Territoire extérieur)                                                                                     | Reine d'Australie                                                         | Élisabeth II          | 6 février 1952    |
| Cocos (îles) (Cocos (Keeling) Islands)                                      | Australie (Territoire extérieur)                                                                                     | Gouverneur général                                                        | David Hurley          | 1er juillet 2019  |
| Cocos (îles) (Cocos (Keeling) Islands)                                      | Australie (Territoire extérieur)                                                                                     | Administratrice                                                           | Natasha Griggs        | 5 octobre 2017    |
| Cocos (îles) (Cocos (Keeling) Islands)                                      | Australie (Territoire extérieur)                                                                                     | Président du comté                                                        | Aindil Minkom         | 23 octobre 2019   |
| Corail (îles de la mer de) (Coral Sea Islands)                              | Australie (Territoire extérieur)                                                                                     | Reine d'Australie                                                         | Élisabeth II          | 6 février 1952    |
| Corail (îles de la mer de) (Coral Sea Islands)                              | Australie (Territoire extérieur)                                                                                     | Gouverneur général                                                        | David Hurley          | 1er juillet 2019  |
| Corail (îles de la mer de) (Coral Sea Islands)                              | Australie (Territoire extérieur)                                                                                     | Ministre australian déléguée au Développement régional et aux Territoires | Nola Marino           | 29 mai 2019       |
| Heard-et-MacDonald (îles) (Heard and MacDonald Islands)                     | Australie (Territoire extérieur)                                                                                     | Reine d'Australie                                                         | Élisabeth II          | 6 février 1952    |
| Heard-et-MacDonald (îles) (Heard and MacDonald Islands)                     | Australie (Territoire extérieur)                                                                                     | Gouverneur général                                                        | David Hurley          | 1er juillet 2019  |
| Heard-et-MacDonald (îles) (Heard and MacDonald Islands)                     | Australie (Territoire extérieur)                                                                                     | Directeur du Département australien de l'Antarctique                      | Kim Ellis             | 6 avril 2019      |
| Lord Howe (île)                                                             | Nouvelle-Galles du Sud (Zone non incorporée avec auto-gouvernance de l'État Nouvelle-Galles du Sud)                  | Gouverneure de Nouvelle-Galles-du-Sud                                     | Margaret Beazley      | 2 mai 2019        |
| Lord Howe (île)                                                             | Nouvelle-Galles du Sud (Zone non incorporée avec auto-gouvernance de l'État Nouvelle-Galles du Sud)                  | Premiers ministres de la Nouvelle-Galles du Sud (successifs)              | Dominic Perrottet     | 5 octobre 2021    |
| Lord Howe (île)                                                             | Nouvelle-Galles du Sud (Zone non incorporée avec auto-gouvernance de l'État Nouvelle-Galles du Sud)                  | Premiers ministres de la Nouvelle-Galles du Sud (successifs)              | Gladys Berejiklian    | 23 janvier 2017   |
| Lord Howe (île)                                                             | Nouvelle-Galles du Sud (Zone non incorporée avec auto-gouvernance de l'État Nouvelle-Galles du Sud)                  | Président du Conseil de Lord Howe Island                                  | Atticus Fleming       | 1er janvier 2021  |
| Macquarie (île)                                                             | Tasmanie (Îlot inhabité et isolé rattaché à la zone de gouvernement local Huon Valley Council de l'État de Tasmanie) | Gouverneure de Tasmanie                                                   | Kate Warner           | 10 décembre 2014  |
| Macquarie (île)                                                             | Tasmanie (Îlot inhabité et isolé rattaché à la zone de gouvernement local Huon Valley Council de l'État de Tasmanie) | Premier ministre de Tasmanie                                              | Peter Gutwein         | 20 janvier 2020   |
| Macquarie (île)                                                             | Tasmanie (Îlot inhabité et isolé rattaché à la zone de gouvernement local Huon Valley Council de l'État de Tasmanie) | Maire de Huon Valley Council                                              | Bec Enders            | novembre 2018     |
| Macquarie (île)                                                             | Tasmanie (Îlot inhabité et isolé rattaché à la zone de gouvernement local Huon Valley Council de l'État de Tasmanie) | Directeur du Parks and Wildlife Service de Tasmanie                       | Jason Jacobi          | 9 janvier 2017    |
| Norfolk (île) (Norfolk Island)                                              | Australie (Territoire associé autogouverné)                                                                          | Reine d'Australie                                                         | Élisabeth II          | 6 février 1952    |
| Norfolk (île) (Norfolk Island)                                              | Australie (Territoire associé autogouverné)                                                                          | Gouverneur général                                                        | David Hurley          | 1er juillet 2019  |
| Norfolk (île) (Norfolk Island)                                              | Australie (Territoire associé autogouverné)                                                                          | Administrateur                                                            | Eric Hutchinson       | 1er avril 2017    |
| Norfolk (île) (Norfolk Island)                                              | Australie (Territoire associé autogouverné)                                                                          | Administrateur intérimaire du Conseil régional                            | Michael Colreavy      | 5 février 2021    |
| Norfolk (île) (Norfolk Island)                                              | Australie (Territoire associé autogouverné)                                                                          | Maire                                                                     | fonction suspendue    | 5 février 2021    |
| Norfolk (île) (Norfolk Island)                                              | Australie (Territoire associé autogouverné)                                                                          | Maire                                                                     | Robin Adams           | 6 juillet 2016    |
| Norfolk (île) (Norfolk Island)                                              | Australie (Territoire associé autogouverné)                                                                          | Directeur général                                                         | Andrew Roach          | 6 janvier 2020    |
| Territoire antarctique australien (Australian Antarctic Territory)          | Australie (Territoire extérieur)                                                                                     | Reine d'Australie                                                         | Élisabeth II          | 6 février 1952    |
| Territoire antarctique australien (Australian Antarctic Territory)          | Australie (Territoire extérieur)                                                                                     | Gouverneur général                                                        | David Hurley          | 1er juillet 2019  |
| Territoire antarctique australien (Australian Antarctic Territory)          | Australie (Territoire extérieur)                                                                                     | Directeur du Département australien de l'Antarctique                      | Kim Ellis             | 6 avril 2019      |
| Territoire de la capitale australienne (Australian Capital Territory – ACT) | Australie (Territoire intérieur)                                                                                     | Reine d'Australie                                                         | Élisabeth II          | 6 février 1952    |
| Territoire de la capitale australienne (Australian Capital Territory – ACT) | Australie (Territoire intérieur)                                                                                     | Gouverneur général                                                        | David Hurley          | 1er juillet 2019  |
| Territoire de la capitale australienne (Australian Capital Territory – ACT) | Australie (Territoire intérieur)                                                                                     | Administrateur                                                            | David Hurley          | 1er juillet 2019  |
| Territoire de la capitale australienne (Australian Capital Territory – ACT) | Australie (Territoire intérieur)                                                                                     | Ministre en chef du Territoire de la capitale australienne                | Andrew Barr           | 11 décembre 2014  |
| Territoire de la baie de Jervis (Jervis Bay Territory – JBT)                | Australie (Territoire intérieur)                                                                                     | Reine d'Australie                                                         | Élisabeth II          | 6 février 1952    |
| Territoire de la baie de Jervis (Jervis Bay Territory – JBT)                | Australie (Territoire intérieur)                                                                                     | Gouverneur général                                                        | David Hurley          | 1er juillet 2019  |
| Territoire de la baie de Jervis (Jervis Bay Territory – JBT)                | Australie (Territoire intérieur)                                                                                     | Administrateur                                                            | Nola Marino           | 29 mai 2019       |
| Territoire de la baie de Jervis (Jervis Bay Territory – JBT)                | Australie (Territoire intérieur)                                                                                     | Director de l'administration du Territoire de la baie de Jervis           | Luke Slattery         | 2018              |
| Territoire du Nord (Northern Territory – NT)                                | Australie (Territoire intérieur)                                                                                     | Reine d'Australie                                                         | Élisabeth II          | 6 février 1952    |
| Territoire du Nord (Northern Territory – NT)                                | Australie (Territoire intérieur)                                                                                     | Gouverneur général                                                        | David Hurley          | 1er juillet 2019  |
| Territoire du Nord (Northern Territory – NT)                                | Australie (Territoire intérieur)                                                                                     | Administratrice                                                           | Vicki O'Halloran      | 11 octobre 2017   |
| Territoire du Nord (Northern Territory – NT)                                | Australie (Territoire intérieur)                                                                                     | Ministre en chef                                                          | Michael Gunner        | 31 août 2016      |
| Îles du détroit de Torrès                                                   | Queensland (Territoire appartenant à l'État Queensland avec un statut spécial)                                       | Gouverneur du Queensland (successifs)                                     | Jeannette Young       | 1er novembre 2021 |
| Îles du détroit de Torrès                                                   | Queensland (Territoire appartenant à l'État Queensland avec un statut spécial)                                       | Gouverneur du Queensland (successifs)                                     | Paul de Jersey        | 29 juillet 2014   |
| Îles du détroit de Torrès                                                   | Queensland (Territoire appartenant à l'État Queensland avec un statut spécial)                                       | Premier ministre du Queensland                                            | Annastacia Palaszczuk | 14 février 2015   |
| Îles du détroit de Torrès                                                   | Queensland (Territoire appartenant à l'État Queensland avec un statut spécial)                                       | Président de l’autorité régionale (TSRA)                                  | Pedro Stephen Napau   | Octobre 2016      |

## Territoires spéciaux des Pays-Bas
| Territoires                 | Souveraineté & statut                                                                                    | Fonction                                                                         | Nom                   | Depuis le        |
| --------------------------- | --- | -------------------------------------------------------------------------------- | --------------------- | ---------------- |
| Aruba                       | Pays-Bas (Pays constitutif du Royaume des Pays-Bas)                                                      | Roi                                                                              | Willem-Alexander      | 30 avril 2013    |
| Aruba                       | Pays-Bas (Pays constitutif du Royaume des Pays-Bas)                                                      | Gouverneur                                                                       | Alfonso Boekhoudt     | 1er janvier 2017 |
| Aruba                       | Pays-Bas (Pays constitutif du Royaume des Pays-Bas)                                                      | Ministre-président                                                               | Evelyn Wever-Croes    | 17 novembre 2017 |
| Bonaire                     | Pays-Bas (Commune néerlandaise à statut particulier, rattachée à la province de Hollande-Septentrionale) | Roi                                                                              | Willem-Alexander      | 30 avril 2013    |
| Bonaire                     | Pays-Bas (Commune néerlandaise à statut particulier, rattachée à la province de Hollande-Septentrionale) | Lieutenant-gouvernal                                                             | Edison Rijna          | 1er mars 2014    |
| Bonaire                     | Pays-Bas (Commune néerlandaise à statut particulier, rattachée à la province de Hollande-Septentrionale) | Représentant national pour les entités publiques Bonaire, Saba et Sint Eustatius | Jan Helmond (intérim) | 1er janvier 2018 |
| Curaçao                     | Pays-Bas (Pays constitutif du Royaume des Pays-Bas)                                                      | Roi                                                                              | Willem-Alexander      | 30 avril 2013    |
| Curaçao                     | Pays-Bas (Pays constitutif du Royaume des Pays-Bas)                                                      | Gouverneure                                                                      | Lucille George-Wout   | 4 novembre 2013  |
| Curaçao                     | Pays-Bas (Pays constitutif du Royaume des Pays-Bas)                                                      | Ministres-présidents (successifs)                                                | Gilmar Pisas          | 14 juin 2021     |
| Curaçao                     | Pays-Bas (Pays constitutif du Royaume des Pays-Bas)                                                      | Ministres-présidents (successifs)                                                | Eugene Rhuggenaath    | 29 mai 2017      |
| Saba                        | Pays-Bas (Commune néerlandaise à statut particulier, rattachée à la province de Hollande-Septentrionale) | Roi                                                                              | Willem-Alexander      | 30 avril 2013    |
| Saba                        | Pays-Bas (Commune néerlandaise à statut particulier, rattachée à la province de Hollande-Septentrionale) | Lieutenant-gouverneur                                                            | Jonathan G.A. Johnson | 2 juillet 2008   |
| Saba                        | Pays-Bas (Commune néerlandaise à statut particulier, rattachée à la province de Hollande-Septentrionale) | Représentant national pour les entités publiques Bonaire, Saba et Sint Eustatius | Jan Helmond (intérim) | 1er janvier 2018 |
| Saint-Eustache              | Pays-Bas (Commune néerlandaise à statut particulier, rattachée à la province de Hollande-Septentrionale) | Roi                                                                              | Willem-Alexander      | 30 avril 2013    |
| Saint-Eustache              | Pays-Bas (Commune néerlandaise à statut particulier, rattachée à la province de Hollande-Septentrionale) | Commissaires du gouvernement (successifs)                                        | Alida Francis         | 18 avril 2021    |
| Saint-Eustache              | Pays-Bas (Commune néerlandaise à statut particulier, rattachée à la province de Hollande-Septentrionale) | Commissaires du gouvernement (successifs)                                        | Marnix van Rij        | 15 février 2020  |
| Saint-Eustache              | Pays-Bas (Commune néerlandaise à statut particulier, rattachée à la province de Hollande-Septentrionale) | Représentant national pour les entités publiques Bonaire, Saba et Sint Eustatius | Jan Helmond (intérim) | 1er janvier 2018 |
| Saint-Martinou Saint-Martin | Pays-Bas (Pays constitutif du Royaume des Pays-Bas)                                                      | Roi                                                                              | Willem-Alexander      | 30 avril 2013    |
| Saint-Martinou Saint-Martin | Pays-Bas (Pays constitutif du Royaume des Pays-Bas)                                                      | Gouverneur                                                                       | Eugene Holiday        | 10 octobre 2010  |
| Saint-Martinou Saint-Martin | Pays-Bas (Pays constitutif du Royaume des Pays-Bas)                                                      | Ministre-président                                                               | Silveria Jacobs       | 19 novembre 2019 |

## Dépendances et territoires spéciaux de Norvège
| Territoires              | Souveraineté & statut                                    | Fonction                                               | Nom               | Depuis le          |
| ------------------------ | -------------------------------------------------------- | ------------------------------------------------------ | ----------------- | ------------------ |
| Bouvet (île)             | Norvège (Dépendance inhabitée)                           | Roi de Norvège                                         | Harald V          | 17 janvier 1991    |
| Bouvet (île)             | Norvège (Dépendance inhabitée)                           | Directeur général du Département des affaires polaires | Øystein Mortensen | 2 octobre 2015     |
| Bouvet (île)             | Norvège (Dépendance inhabitée)                           | Directeur de l’IP                                      | Ole Arve Misund   | 1er septembre 2017 |
| Jan Mayen (Île)          | Norvège (Territoire administré par le comté de Nordland) | Roi de Norvège                                         | Harald V          | 17 janvier 1991    |
| Jan Mayen (Île)          | Norvège (Territoire administré par le comté de Nordland) | Gouverneur du Nordland                                 | Tom Cato Karlsen  | 1er janvier 2019   |
| Pierre-Ier (Île)         | Norvège (Dépendance inhabitée)                           | Roi de Norvège                                         | Harald V          | 17 janvier 1991    |
| Pierre-Ier (Île)         | Norvège (Dépendance inhabitée)                           | Directeur général du Département des affaires polaires | Øystein Mortensen | 2 octobre 2015     |
| Pierre-Ier (Île)         | Norvège (Dépendance inhabitée)                           | Directeur de l’IP                                      | Ole Arve Misund   | 1er septembre 2017 |
| Svalbard                 | Norvège (Territoire à souveraineté spéciale)             | Roi de Norvège                                         | Harald V          | 17 janvier 1991    |
| Svalbard                 | Norvège (Territoire à souveraineté spéciale)             | Gouverneurs (successifs)                               | Lars Fause        | 24 juin 2021       |
| Svalbard                 | Norvège (Territoire à souveraineté spéciale)             | Gouverneurs (successifs)                               | Kjerstin Askholt  | 10 octobre 2015    |
| Reine-Maud (Terre de la) | Norvège (Dépendance inhabitée)                           | Roi de Norvège                                         | Harald V          | 17 janvier 1991    |
| Reine-Maud (Terre de la) | Norvège (Dépendance inhabitée)                           | Directeur général du Département des affaires polaires | Øystein Mortensen | 2 octobre 2015     |
| Reine-Maud (Terre de la) | Norvège (Dépendance inhabitée)                           | Directeur de l’IP                                      | Ole Arve Misund   | 1er septembre 2017 |

## Dépendances et territoires spéciaux de Nouvelle-Zélande
| Territoires          | Souveraineté & statut                                              | Fonction                                                     | Nom                                                                                  | Depuis le         |
| -------------------- | ------------------------------------------------------------------ | ------------------------------------------------------------ | ------------------------------------------------------------------------------------ | ----------------- |
| Cook (Îles)          | Nouvelle-Zélande (État insulaire indépendant en libre association) | Reine                                                        | Élisabeth II                                                                         | 6 février 1952    |
| Cook (Îles)          | Nouvelle-Zélande (État insulaire indépendant en libre association) | Représentant de la Reine                                     | Tom Marsters                                                                         | 27 juillet 2013   |
| Cook (Îles)          | Nouvelle-Zélande (État insulaire indépendant en libre association) | Haut-Commissaires, représentante de la Nouvelle-Zélande      | Tui Dewes                                                                            | 24 septembre 2020 |
| Cook (Îles)          | Nouvelle-Zélande (État insulaire indépendant en libre association) | Premier ministre                                             | Mark Brown                                                                           | 30 septembre 2020 |
| Niue                 | Nouvelle-Zélande (État insulaire indépendant en libre association) | Reine                                                        | Élisabeth II                                                                         | 6 février 1952    |
| Niue                 | Nouvelle-Zélande (État insulaire indépendant en libre association) | Haut commissaire                                             | Helen Tunnah                                                                         | 27 juillet 2020   |
| Niue                 | Nouvelle-Zélande (État insulaire indépendant en libre association) | Premier ministre                                             | Dalton Tagelagi                                                                      | 10 juin 2020      |
| Ross (Dépendance de) | Nouvelle-Zélande (Dépendance)                                      | Reine                                                        | Élisabeth II                                                                         | 6 février 1952    |
| Ross (Dépendance de) | Nouvelle-Zélande (Dépendance)                                      | Gouverneurs générals de Nouvelle-Zélande (successifs)        | Cindy Kiro                                                                           | 21 octobre 2021   |
| Ross (Dépendance de) | Nouvelle-Zélande (Dépendance)                                      | Gouverneurs générals de Nouvelle-Zélande (successifs)        | Helen Winkelmann (Administrattrice du gouvernemement de Nouvelle-Zélande - (intérim) | 29 septembre 2021 |
| Ross (Dépendance de) | Nouvelle-Zélande (Dépendance)                                      | Gouverneurs générals de Nouvelle-Zélande (successifs)        | Patsy Reddy                                                                          | 28 septembre 2016 |
| Ross (Dépendance de) | Nouvelle-Zélande (Dépendance)                                      | Chef de la direction de l'Antarctique de la Nouvelle-Zélande | Sarah Williamson                                                                     | Juin 2019         |
| Tokelau              | Nouvelle-Zélande (État insulaire autonome)                         | Reine                                                        | Élisabeth II                                                                         | 6 février 1952    |
| Tokelau              | Nouvelle-Zélande (État insulaire autonome)                         | Administrateur                                               | Ross Ardern                                                                          | Mai 2018          |
| Tokelau              | Nouvelle-Zélande (État insulaire autonome)                         | Chefs du gouvernement (successifs)                           | Kelihiano Kalolo                                                                     | 8 mars 2021       |
| Tokelau              | Nouvelle-Zélande (État insulaire autonome)                         | Chefs du gouvernement (successifs)                           | Fofo Tuisano                                                                         | 9 mars 2020       |

## Autres territoires autonomes
| Territoires et statut | Partie de                  | Fonction                                                                              | Nom                                         | Depuis le         |
| --- | -------------------------- | ------------------------------------------------------------------------------------- | ------------------------------------------- | ----------------- |
| Açores (Région autonome portugaise) | Portugal                   | Représentant de la République                                                         | Pedro Manuel dos Reis Alves Catarino        | 11 avril 2011     |
| Açores (Région autonome portugaise) | Portugal                   | Président du Gouvernement                                                             | José Manuel Bolieiro                        | 24 novembre 2020  |
| Adjarie (République autonome) | Géorgie                    | Président du Conseil suprême                                                          | Davit Gabaidze                              | 28 octobre 2016   |
| Adjarie (République autonome) | Géorgie                    | Chef du gouvernement                                                                  | Tornike Rizhvadze                           | 21 juillet 2018   |
| Athos (Communauté monastique du mont Athos) | Grèce                      | Chefs de l'État                                                                       | Níkos Déndias                               | 9 juillet 2019    |
| Athos (Communauté monastique du mont Athos) | Grèce                      | Gouverneur civils                                                                     | Athanásios Martínos                         | 8 octobre 2019    |
| Athos (Communauté monastique du mont Athos) | Grèce                      | Leader spirituel                                                                      | Bartholomée Ier                             | 22 octobre 1991   |
| Athos (Communauté monastique du mont Athos) | Grèce                      | Protoi (successifs)                                                                   | géron Georgios (Monastère de Vatopedi)      | 14 juin 2021      |
| Athos (Communauté monastique du mont Athos) | Grèce                      | Protoi (successifs)                                                                   | géron Pávlos (Monastère de la Grande Laure) | 14 juin 2020      |
| Åland (État associé finlandais) | Finlande                   | Gouverneur                                                                            | Peter Lindbäck                              | 5 mars 1999       |
| Åland (État associé finlandais) | Finlande                   | Premier ministre                                                                      | Veronica Thörnroos                          | 10 décembre 2019  |
| Région autonome Bangsamoro en Mindanao musulmane (Région autonome des Philippines)                                                                        | Philippines                | Gouverneur (Wali)                                                                     | Khalifa Usman Nando                         | 30 mars 2019      |
| Région autonome Bangsamoro en Mindanao musulmane (Région autonome des Philippines)                                                                        | Philippines                | Ministre chef                                                                         | Murad Ebrahim                               | 23 février 2019   |
| Barbuda (Dépendance d'Antigua-et-Barbuda) | Antigua-et-Barbuda         | Gouverneur générale                                                                   | Rodney Williams                             | 14 août 2014      |
| Barbuda (Dépendance d'Antigua-et-Barbuda) | Antigua-et-Barbuda         | Premier ministre                                                                      | Gaston Browne                               | 13 juin 2014      |
| Barbuda (Dépendance d'Antigua-et-Barbuda) | Antigua-et-Barbuda         | Présidentes du Conseil de Barbuda (successifs)                                        | Jackie Frank                                | 12 avril 2021     |
| Barbuda (Dépendance d'Antigua-et-Barbuda) | Antigua-et-Barbuda         | Présidentes du Conseil de Barbuda (successifs)                                        | Calsey Beazer-Joseph                        | 7 janvier 2020    |
| Bougainville (Région autonome) | Papouasie-Nouvelle-Guinée  | Reine de PNG                                                                          | Élisabeth II                                | 16 septembre 1975 |
| Bougainville (Région autonome) | Papouasie-Nouvelle-Guinée  | Gouverneur général                                                                    | Bob Dadae                                   | 28 février 2017   |
| Bougainville (Région autonome) | Papouasie-Nouvelle-Guinée  | Président                                                                             | Ishmael Toroama                             | 25 septembre 2020 |
| Bougainville (Région autonome) | Papouasie-Nouvelle-Guinée  | Vice-président                                                                        | Patrick Nisira                              | 25 septembre 2020 |
| Îles Canaries (Communauté autonome d'Espagne) | Espagne                    | Roi                                                                                   | Felipe VI                                   | 19 juin 2014      |
| Îles Canaries (Communauté autonome d'Espagne) | Espagne                    | Délégués du gouvernement espagnol                                                     | Anselmo Pestana Padrón                      | 20 février 2020   |
| Îles Canaries (Communauté autonome d'Espagne) | Espagne                    | Président du gouvernement                                                             | Ángel Víctor Torres                         | 16 juillet 2019   |
| Carriacou et La Petite Martinique (Dépendance de Grenade)                                                                                                 | Grenade                    | Gouverneure générale                                                                  | Cécile La Grenade                           | 7 avril 2013      |
| Carriacou et La Petite Martinique (Dépendance de Grenade)                                                                                                 | Grenade                    | Premier ministre                                                                      | Keith Mitchell                              | 20 février 2013   |
| Carriacou et La Petite Martinique (Dépendance de Grenade)                                                                                                 | Grenade                    | Ministre des Affaires de Carriacou et de Petite Martinique                            | Kindra Maturin-Stewart                      | 25 mars 2018      |
| Ceuta (Ville autonome espagnole) | Espagne                    | Roi                                                                                   | Felipe VI                                   | 19 juin 2014      |
| Ceuta (Ville autonome espagnole) | Espagne                    | Déléguée du gouvernement                                                              | Salvadora del Carmen Mateos Estudillo       | 19 juin 2018      |
| Ceuta (Ville autonome espagnole) | Espagne                    | Maire-président                                                                       | Juan Jesús Vivas Lara                       | 7 février 2001    |
| Féroé (îles) (Région autonome) | Royaume de Danemark        | Reine                                                                                 | Margrethe II                                | 14 janvier 1972   |
| Féroé (îles) (Région autonome) | Royaume de Danemark        | Haut commissaire                                                                      | Lene Moyell Johansen                        | 15 mai 2017       |
| Féroé (îles) (Région autonome) | Royaume de Danemark        | Løgmaður                                                                              | Bárður á Steig Nielsen                      | 16 septembre 2019 |
| Gagaouzie (District autonome de Moldavie) | Moldavie                   | Gouverneure                                                                           | Irina Vlah                                  | 15 avril 2015     |
| Galápagos (Province de l'Équateur) | Équateur                   | Gouverneurs et Présidents du Conseil de gouvernement avec régime spécial (successifs) | Johan Sotomayor                             | 3 juin 2021       |
| Galápagos (Province de l'Équateur) | Équateur                   | Gouverneurs et Présidents du Conseil de gouvernement avec régime spécial (successifs) | Norman Wray                                 | 13 janvier 2019   |
| [[Fichier:\|20x18px\|border\|Drapeau du Gilgit-Baltistan\|class=noviewer]] Gilgit-Baltistan (Territoire autonome non - intégré sous contrôle pakistanais) | Pakistan                   | Gouverneur                                                                            | Raja Jalal Hussain Maqpoon                  | 30 septembre 2018 |
| [[Fichier:\|20x18px\|border\|Drapeau du Gilgit-Baltistan\|class=noviewer]] Gilgit-Baltistan (Territoire autonome non - intégré sous contrôle pakistanais) | Pakistan                   | Ministre en Chef                                                                      | Khalid Khurshid Khan                        | 1er décembre 2020 |
| Groenland (Région autonome) | Royaume de Danemark        | Reine                                                                                 | Margrethe II                                | 14 janvier 1972   |
| Groenland (Région autonome) | Royaume de Danemark        | Haut commissaire                                                                      | Mikaela Engell                              | 1er avril 2011    |
| Groenland (Région autonome) | Royaume de Danemark        | Premiers ministres (successifs)                                                       | Múte B. Egede                               | 23 avril 2021     |
| Groenland (Région autonome) | Royaume de Danemark        | Premiers ministres (successifs)                                                       | Kim Kielsen                                 | 30 septembre 2014 |
| Haut-Badakhchan (Province autonome) | Tadjikistan                | Présidents du Comité exécutif (successifs)                                            | Alisher Khudoyberdi                         | 5 novembre 2021   |
| Haut-Badakhchan (Province autonome) | Tadjikistan                | Présidents du Comité exécutif (successifs)                                            | Yodgor Fayzov                               | 1er octobre 2018  |
| Hong Kong (Région administrative spéciale) | Chine                      | Chef de l'exécutif                                                                    | Carrie Lam                                  | 1er juillet 2017  |
| Karakalpakistan (Province autonome) | Ouzbékistan                | Président du Parlement                                                                | Murad Kamalov                               | 2 octobre 2020    |
| Karakalpakistan (Province autonome) | Ouzbékistan                | Premier ministre                                                                      | Kakhraman Sariyev                           | 14 octobre 2016   |
| Kurdistan (Région autonome) | Irak                       | Président du gouvernement autonome                                                    | Netchirvan Barzani                          | 10 juin 2019      |
| Kurdistan (Région autonome) | Irak                       | Premier ministre                                                                      | Masrour Barzani                             | 11 juin 2019      |
| Macao (Région administrative spéciale) | Chine                      | Chef de l'exécutif                                                                    | Ho Iat Seng                                 | 20 décembre 2019  |
| Madère (Région autonome portugaise) | Portugal                   | Représentant de la République                                                         | Irineu Cabral Barreto                       | 11 avril 2011     |
| Madère (Région autonome portugaise) | Portugal                   | Président du Gouvernement                                                             | Miguel Albuquerque                          | 20 avril 2015     |
| Melilla (Ville autonome espagnole) | Espagne                    | Roi                                                                                   | Felipe VI                                   | 19 juin 2014      |
| Melilla (Ville autonome espagnole) | Espagne                    | Déléguée du gouvernement                                                              | Sabrina Moh Abdelkader                      | 19 juin 2018      |
| Melilla (Ville autonome espagnole) | Espagne                    | Maire-président                                                                       | Eduardo de Castro González                  | 16 juin 2019      |
| Nakhitchevan (Région autonome) | Azerbaïdjan                | Président du Conseil suprême                                                          | Vasif Talıbov                               | 16 décembre 1995  |
| Nakhitchevan (Région autonome) | Azerbaïdjan                | Premier ministre                                                                      | Alovsat Bakhshiyev                          | 2000              |
| Niévès (Île autonome) | Saint-Christophe-et-Niévès | Reine                                                                                 | Élisabeth II                                | 6 février 1952    |
| Niévès (Île autonome) | Saint-Christophe-et-Niévès | Vice-gouverneure générale                                                             | Hyleta Liburd                               | 31 août 2018      |
| Niévès (Île autonome) | Saint-Christophe-et-Niévès | Premier ministre                                                                      | Mark Brantley                               | 19 décembre 2017  |
| Îles du Prince-Édouard (Archipel inhabité et isolé rattaché à la ville du Cap)                                                                            | Afrique du Sud             | Président de la République                                                            | Cyril Ramaphosa                             | 14 février 2018   |
| Îles du Prince-Édouard (Archipel inhabité et isolé rattaché à la ville du Cap)                                                                            | Afrique du Sud             | Maire du Cap                                                                          | Dan Plato                                   | 6 novembre 2018   |
| Îles du Prince-Édouard (Archipel inhabité et isolé rattaché à la ville du Cap)                                                                            | Afrique du Sud             | Directeur du soutien de l'océan Austral et de l'Antarctique                           | Nishendra "Nish" Devanunthan                | 1er juillet 2013  |
| Principe (Région auto-gouvernée) | Sao Tomé-et-Principe       | Présidents de la République (successifs)                                              | Carlos Vila Nova                            | 2 octobre 2021    |
| Principe (Région auto-gouvernée) | Sao Tomé-et-Principe       | Présidents de la République (successifs)                                              | Evaristo Carvalho                           | 3 septembre 2016  |
| Principe (Région auto-gouvernée) | Sao Tomé-et-Principe       | Premier ministre                                                                      | Jorge Bom Jesus                             | 3 décembre 2018   |
| Principe (Région auto-gouvernée) | Sao Tomé-et-Principe       | Président du gouvernement régional de Principe                                        | Filipe Nascimento                           | 18 août 2020      |
| Rodrigues (Île autonome) | Maurice                    | Président de la République                                                            | Prithvirajsing Roopun                       | 2 décembre 2019   |
| Rodrigues (Île autonome) | Maurice                    | Chef commissaire                                                                      | Louis Serge Clair                           | 11 février 2012   |
| Rodrigues (Île autonome) | Maurice                    | Directeur Général                                                                     | Jacques Davis Hee Hong Wye                  | 13 février 2012   |
| Tobago (Région autonome) | Trinité-et-Tobago          | Président de Trinité-et-Tobago                                                        | Paula-Mae Weekes                            | 19 mars 2018      |
| Tobago (Région autonome) | Trinité-et-Tobago          | Secrétaires en chef (successifs)                                                      | Farley Chavez Augustine                     | 9 décembre 2021   |
| Tobago (Région autonome) | Trinité-et-Tobago          | Secrétaires en chef (successifs)                                                      | Ancil Dennis                                | 6 mai 2020        |
| Zanzibar (Région autonome) | Tanzanie                   | Président                                                                             | Hussein Mwinyi                              | 3 novembre 2020   |
| Zanzibar (Région autonome) | Tanzanie                   | Premiers Vice-présidents (successifs)                                                 | Othman Masoud Sharif                        | 2 mars 2021       |
| Zanzibar (Région autonome) | Tanzanie                   | Premiers Vice-présidents (successifs)                                                 | Seif Sharif Hamad                           | 8 décembre 2020   |
| Zanzibar (Région autonome) | Tanzanie                   | Second Vice-président                                                                 | Shemed Suleiman Abdalla                     | 8 novembre 2020   |

## Autres territoires indépendants de facto
| Territoires et statut                                          | Partie de                  | Fonction                           | Nom                     | Depuis le        |
| -------------------------------------------------------------- | -------------------------- | ---------------------------------- | ----------------------- | ---------------- |
| Azad Cachemire (Gouvernement pro-pakistanais)                  | Inde                       | Présidents (successifs)            | Sultan Mahmood Chaudhry | 25 août 2021     |
| Azad Cachemire (Gouvernement pro-pakistanais)                  | Inde                       | Présidents (successifs)            | Muhammad Masood Khan    | 25 août 2016     |
| Azad Cachemire (Gouvernement pro-pakistanais)                  | Inde                       | Premiers ministres (successifs)    | Abdul Qayyum Khan Niazi | 4 août 2021      |
| Azad Cachemire (Gouvernement pro-pakistanais)                  | Inde                       | Premiers ministres (successifs)    | Raja Farooq Haider Khan | 31 juillet 2016  |
| Donetsk (République populaire auto-proclamée)                  | Ukraine Oblast de Donetsk  | Chef d'État                        | Denis Pouchiline        | 7 septembre 2018 |
| Donetsk (République populaire auto-proclamée)                  | Ukraine Oblast de Donetsk  | Président du Conseil des ministres | Alexandre Anantchenko   | 18 octobre 2018  |
| Haut-Karabagh (Artsakh) (Gouvernement pro-arménie)             | Azerbaïdjan                | Président                          | Arayik Haroutiounian    | 21 mai 2020      |
| Lougansk (République populaire auto-proclamée)                 | Ukraine Oblast de Louhansk | Chef d'État                        | Leonid Passetchnik      | 24 novembre 2017 |
| Lougansk (République populaire auto-proclamée)                 | Ukraine Oblast de Louhansk | Président du Conseil des ministres | Sergueï Kozlov          | 28 décembre 2015 |
| Pount (Région autonome)                                        | Somalie                    | Président                          | Said Abdullahi Dani     | 8 janvier 2019   |
| Pount (Région autonome)                                        | Somalie                    | Vice-président                     | Ahmed Elmi Karash       | 8 janvier 2019   |
| Somaliland (Indépendance auto-proclamée)                       | Somalie                    | Président                          | Ahmed Mohamed Silanyo   | 13 décembre 2017 |
| Somaliland (Indépendance auto-proclamée)                       | Somalie                    | Vice-président                     | Abdirahman Saylici      | juillet 2010     |
| Transnistrie (République autonome auto-proclamée independente) | Moldavie                   | Président                          | Vadim Krasnosselski     | 16 décembre 2016 |
| Transnistrie (République autonome auto-proclamée independente) | Moldavie                   | Premier ministre                   | Aleksandr Martynov      | 17 décembre 2016 |
| Waziristan (Zones tribales, de non-droit)                      | Pakistan                   | Émir                               | Noor Wali Mehsud        | Juin 2018        |

## Gouvernements en exil et/ou alternatifs
| Pays ou territoire | Partie de   | Fonction                                                                                       | Nom                                        |                                                   |
| --- | ----------- | ---------------------------------------------------------------------------------------------- | ------------------------------------------ | ------------------------------------------------- |
| Abkhazie (Gouvernement pro-géorgien) | Géorgie     | Président du Conseil suprême                                                                   | Jemal Gamakharia                           | 8 avril 2019                                      |
| Abkhazie (Gouvernement pro-géorgien) | Géorgie     | Premier ministre                                                                               | Ruslan Abashidze (par intérim)             | 1er mai 2019                                      |
| République populaire biélorusse (gouvernement en exil à Toronto)                                                                                       | Biélorussie | Présidente de la Rada                                                                          | Ivonka Survilla                            | 1997                                              |
| Conseil de coordination (structure gouvernementale alternative, dans l'opposition)                                                                     | Biélorussie | Dirigeante                                                                                     | Svetlana Tikhanovskaïa                     | 14 août 2020                                      |
| Conseil de coordination (structure gouvernementale alternative, dans l'opposition)                                                                     | Biélorussie | Chef de la Gestion nationale anti-crise                                                        | Pavel Latouchka                            | 28 octobre 2020                                   |
| Gouvernement d'unité nationale de la Birmanie (gouvernement en exil autoproclamé comme gouvernement légitime du Birmanie)                              | Birmanie    | Présidents                                                                                     | Win Myint ,                                | 16 avril 2021 (corevendicateur du 12 avril 2021)  |
| Gouvernement d'unité nationale de la Birmanie (gouvernement en exil autoproclamé comme gouvernement légitime du Birmanie)                              | Birmanie    | Présidents                                                                                     | Duwa Lashi La ,                            | 16 avril 2021 (corevendicateur du 12 avril 2021)  |
| Gouvernement d'unité nationale de la Birmanie (gouvernement en exil autoproclamé comme gouvernement légitime du Birmanie)                              | Birmanie    | Chefs du gouvernement                                                                          | Aung San Suu Kyi (Conseillère de l'État) , | 16 avril 2021 (corevendicateure du 12 avril 2021) |
| Gouvernement d'unité nationale de la Birmanie (gouvernement en exil autoproclamé comme gouvernement légitime du Birmanie)                              | Birmanie    | Chefs du gouvernement                                                                          | Mahn Win Khaing Than (premier ministre) ,  | 16 avril 2021 (corevendicateur du 12 avril 2021)  |
| Crimée République autonome de Crimée (l'administration en exil de la République autonome à Kharkiv}                                                    | Ukraine     | Président de l'Ukraine                                                                         | Volodymyr Zelensky                         | 20 mai 2019                                       |
| Crimée République autonome de Crimée (l'administration en exil de la République autonome à Kharkiv}                                                    | Ukraine     | Représentant permanent du président d'Ukraine dans la république autonome de Crimée            | Anton Koryvich                             | 25 juin 2019                                      |
| Kosovo (Administration serbe) | -           | Directeur du Bureau pour Kosovo et Metohija                                                    | Marko Đurić                                | 2 septembre 2013                                  |
| Moluques du Sud (Gouvernement en exil) | Indonésie   | Président                                                                                      | John Wattilete                             | 17 avril 2010                                     |
| Ossétie du Sud-Alanie (Entité provisoire d'Ossétie du Sud) (Gouvernement pro-géorgien)                                                                 | Géorgie     | Chef de l’administration provisoire                                                            | Dmitri Sanakoïev                           | 10 mai 2007                                       |
| Rojava (Région autonome auto-proclamée) | Syrie       | Co-Présidents du Conseil Exécutif de l'Administration autonome de la Syrie du Nord et de l'Est | Berivan Xalid et Abdul Hamid Mahbash       | 8 septembre 2016                                  |
| Coalition nationale des forces de l'opposition et de la révolution (Autorité politique de transition en opposition)                                    | Syrie       | Présidents (successifs)                                                                        | Salem al-Meslet                            | 12 juillet 2021                                   |
| Coalition nationale des forces de l'opposition et de la révolution (Autorité politique de transition en opposition)                                    | Syrie       | Présidents (successifs)                                                                        | Nasr al-Hariri                             | juillet 2020                                      |
| Coalition nationale des forces de l'opposition et de la révolution (Autorité politique de transition en opposition)                                    | Syrie       | Premier minister                                                                               | Abdurrahman Mustafa                        | 30 juin 2019                                      |
| Tchétchénie (Gouvernement en exil) | Russie      | Président                                                                                      | Akhmed Zakaïev                             | 23 novembre 2007                                  |
| Tibet (Gouvernement en exil) | Chine       | Dalaï Lama                                                                                     | Tenzin Gyatso                              | 25 août 1939                                      |
| Tibet (Gouvernement en exil) | Chine       | Présidents du Cabinet (successifs)                                                             | Penpa Tsering                              | 27 mai 2021                                       |
| Tibet (Gouvernement en exil) | Chine       | Présidents du Cabinet (successifs)                                                             | Lobsang Sangay                             | 8 août 2011                                       |
| Venezuela (Gouvernement mis en place par l’ Assemblée nationale, le parlement de Venezuela, en opposition au gouvernement du président Nicolás Maduro) | Venezuela   | Président intérimaire de la République                                                         | Juan Guaidó                                | 11 janvier 2019                                   |

#### Listes chronologiques de chefs d'État et dirigeants nationaux
- Liste des chefs de l'exécutif par État en 2020
- Liste des chefs de l'exécutif par État en 2022
- Liste des dirigeants actuels des États

#### Listes thématiques de ministres
- Liste des ministres des Affaires étrangères
- Liste des ministres de la Défense
- Liste des ministres des Finances
- Liste des ministres de l'Intérieur actuels
- Liste des ministres de la Justice actuels

#### Autres listes de personnalités
- Liste des présidents d'assemblée parlementaire
- Liste des dirigeants des États et communautés traditionnels
- Liste des dirigeants des dépendances et territoires à souveraineté spéciale

#### Listes de territoires
- Listes thématiques de pays
- Liste des dépendances et territoires à souveraineté spéciale

#### Divers
- Mode de désignation du chef d'État et du Parlement par pays